# Mělník
Mělník (německy Melnik, Mnelnik) je město a obec s rozšířenou působností v okrese Mělník ve Středočeském kraji, třicet kilometrů severně od Prahy. Leží na pravém břehu Labe u soutoku s Vltavou, historické centrum se rozkládá na opukové vyvýšenině obtékané ze severovýchodu potokem Pšovkou. Ve městě žije přibližně 20 tisíc obyvatel.

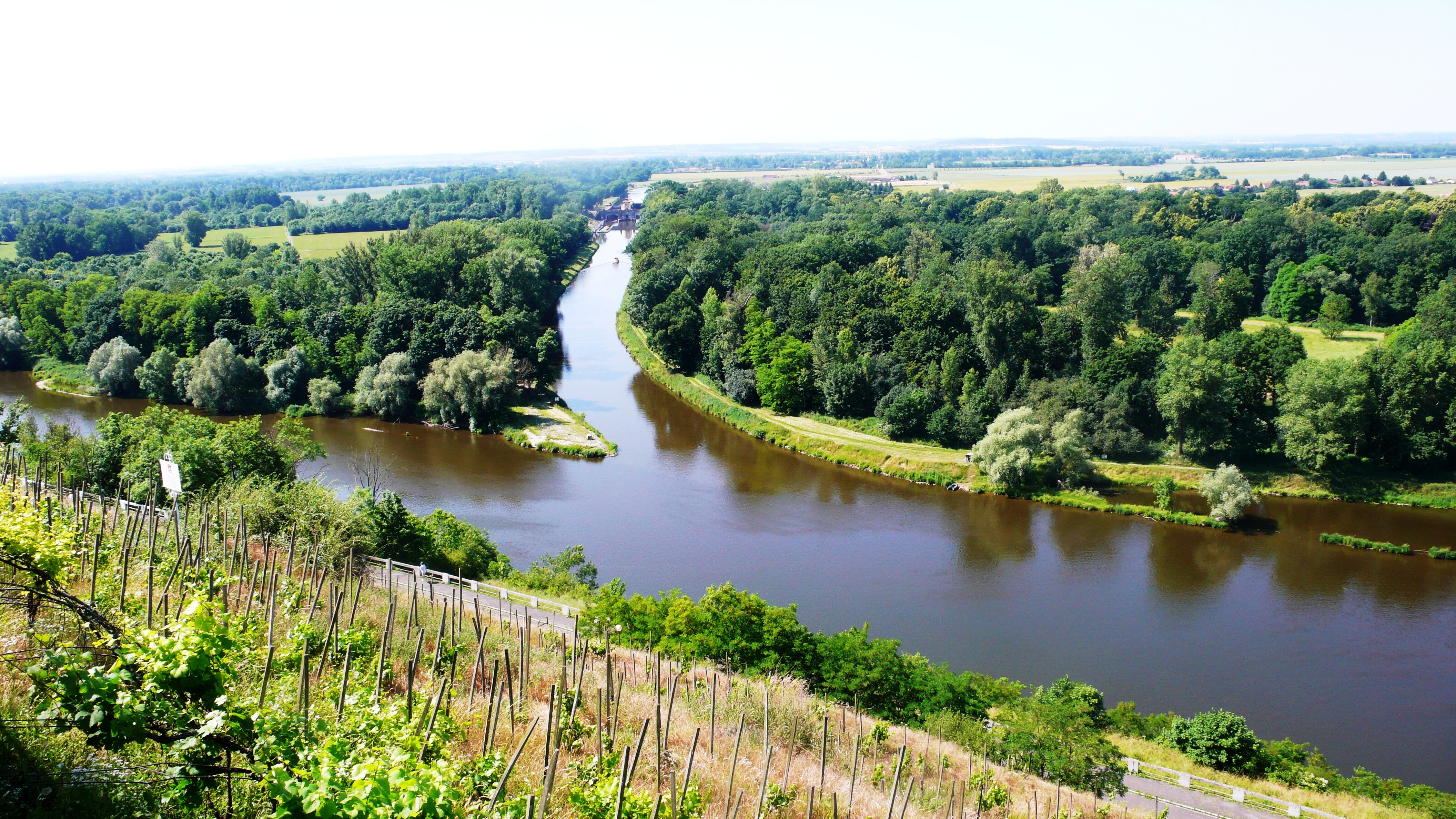
Pohled z vyhlídky na vinici sv. Ludmily nad soutokem Labe a Vltavy

Mělník je někdejší královské věnné město a od raného středověku centrum vinařství v Čechách, kdy podle legend již svatý Václav okopával vinohrady při návštěvách babičky svaté Ludmily. Později ve 14. století císař Karel IV. přivezl na Mělník vinnou révu z Burgundska.

## Název
Název Mělník je původně slovanské pojmenování kopce z mělnících se hornin (např. opuka).

## Historie

### Počátky osídlování
Nejstarší doklady osídlení Mělnicka pochází z neolitu. Podle Kosmy byl zdejší kmen Pšovanů připojen ke knížectví rodu Přemyslovců sňatkem Bořivoje s Ludmilou. Manželka Boleslava II. Emma zde razila denáry s nápisem Emna regina – civitas Melnic. V tomto období se začala na Mělníku pěstovat vinná réva.[zdroj⁠?!]

### Třinácté až sedmnácté století
Město Mělník vzniklo ve 13. století z podhradí a později trhové osady. Zakládací listinu město nemá. A tak první zpráva, podle níž se Mělník považoval za město, se objevila až v listině Přemysla Otakara II. z 25. listopadu 1274, kterou byl Mělnickým darován k dobudování obce podíl na výnosu labského obchodu. Ottův slovník naučný uvádí: „Město Mělník založeno bylo po způsobu jinozemských měst za krále Přemysla Otakara II. r. 1274. Od tohoto času nazýváno bylo městem královským. Po smrti Přemysla II. náleželo královně Kunhutě a bylo ho odtud od královen českých napořád jako věna užíváno.“

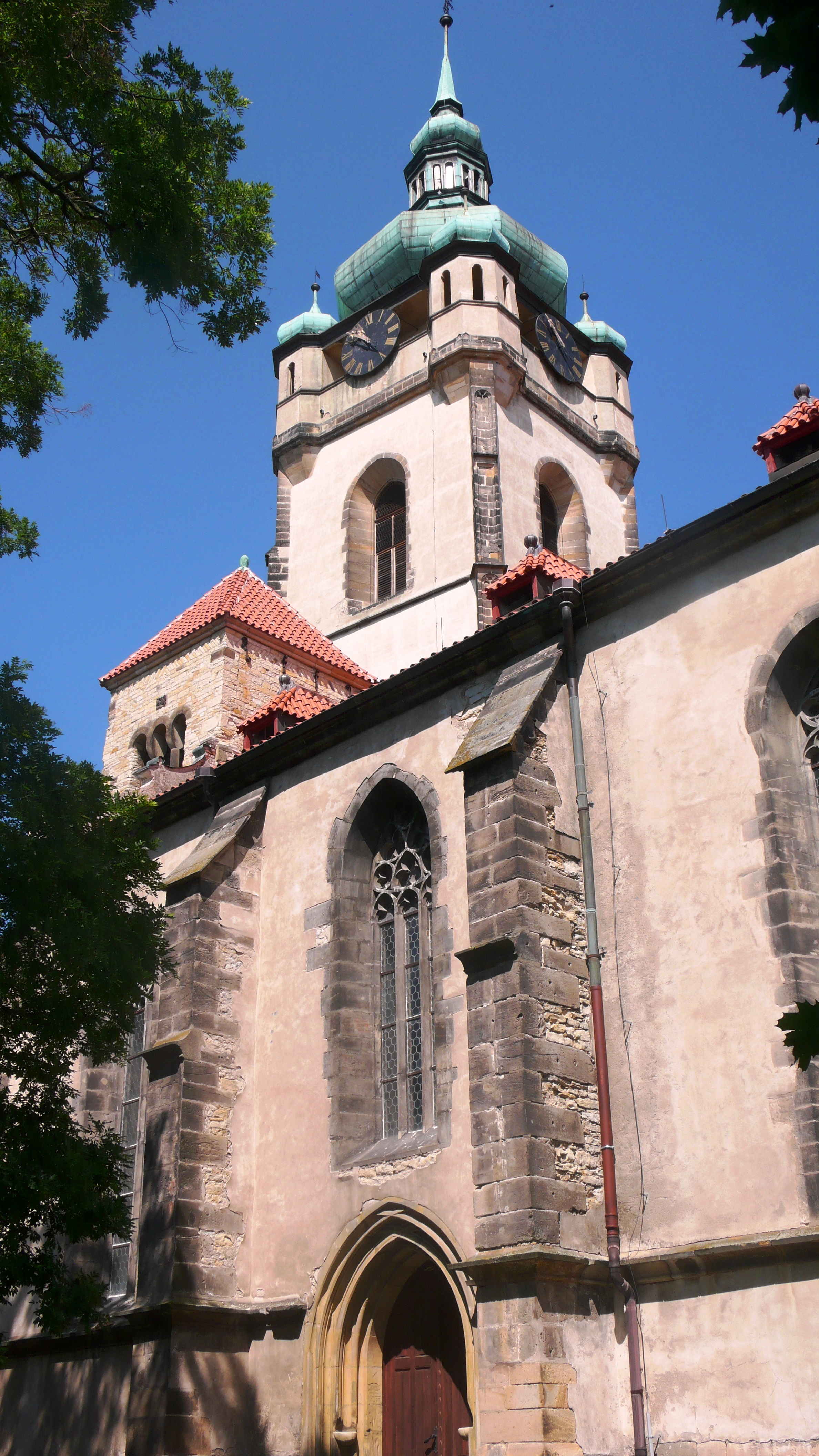
V osmdesátých letech 15. století postupně vybudováno síňové trojlodí kostela a vysoká věž s ochozem

Mělník prohlásil natrvalo za královské věnné město až Karel IV. Ten sem dal přivézt z Burgundska a z Champagne vinnou révu a zvelebil tak mělnické vinařství. V době husitských válek zůstával Mělník ve spolku s Pražany. Za vlády krále Jiřího z Poděbrad město hospodářsky prosperovalo. Po smrti Jiřího z Poděbrad se Mělník stal sídlem královny vdovy Johanky z Rožmitálu. Ta darovala zdejší kapitule sv. Petra a Pavla vskutku královský dar, a to 1,5 tuny stříbra, a přála si být po smrti pochována v místním kostele. Když 12. listopadu 1475 na Mělníce zemřela, byla 14. listopadu pohřbena v kostele sv. Petra a Pavla. Po roce v něm však začaly probíhat velké přestavby, a tak syn Hynek převezl ostatky královny do Prahy.

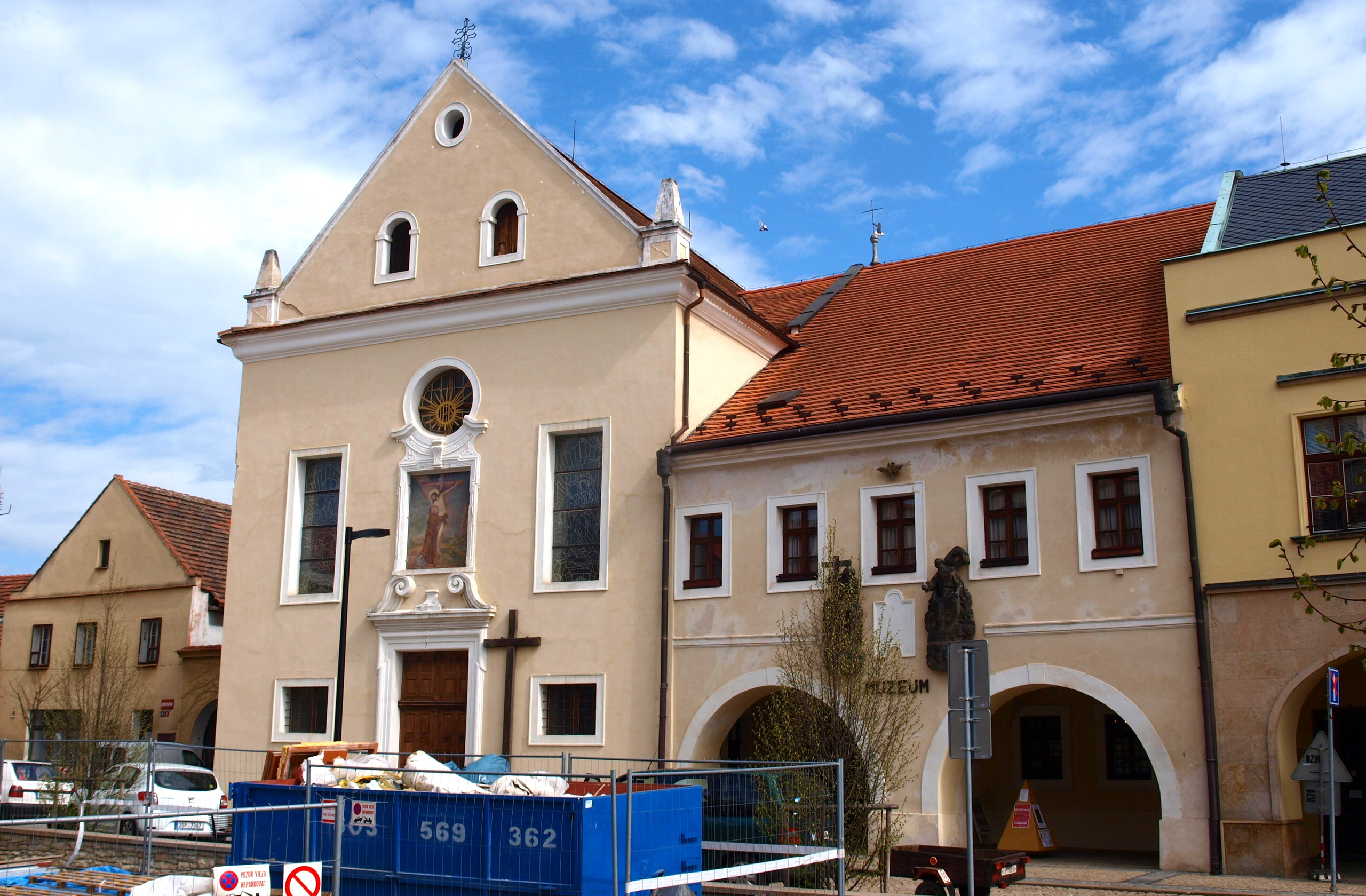
Kapucínský kostel Čtrnácti svatých pomocníků s někdejším klášterem

Od konce 15. století město stagnovalo a později upadalo. Situace se zhoršila zejména po potlačeném protihabsburském odboji českých měst a části šlechty roku 1547. Král Ferdinand I. Habsburský zabavil městu všechen majetek, postihl ho citelnou finanční pokutou, zrušil cechy, dosadil do města císařského rychtáře. Období od husitských válek do třicetileté války se stalo zlatým věkem pro mělnické vinaře. Rozšiřovaly se vinice, bohatí měšťané financovali stavbu kostela sv. Ludmily a na Chloumku kostel Nejsvětější Trojice.
Třicetiletá válka velmi těžce zasáhla i Mělník. Časté pobyty vojsk, švédská okupace, drancování, požáry, mor. Odchodem mnoha řemeslníků a vinařů do emigrace se město téměř vylidnilo. V 17. a 18. století Mělník ničily požáry, morové epidemie, selská povstání a řada neúrodných let.

### Osmnácté a devatenácté století
Od konce 18. století se Mělník stal součástí zemědělského zázemí pro pražskou aglomeraci a také průchozí stanicí dálkového obchodu a exportu. Jen málo se ho dotkla průmyslová revoluce. Někdejší královské věnné město se změnilo na téměř provinciální městečko. Továrny zde vznikaly jen v souvislosti s vývojem zemědělství. Typické byly trhy, jarmarky, živnosti, řemesla a tradiční vinařství. Od roku 1850 se město stalo sídlem okresního úřadu. Po pádu Bachova absolutismu se rozvíjela aktivita různých kulturních a společenských organizací, jako jsou například hasičský sbor, Sokol, Klub veslařů mělnických, Klub českých turistů, Klub velocipedistů, Zpěvácký spolek. V této době začal vycházet první místní týdeník. Výhodná poloha Mělníka přinesla s sebou rozvoj na poli komunikací – první parník pod městem (1845), železnice (1874), most přes Labe (1888), přístavní překladiště (1897), vltavský kanál (1902–1905). Od roku 1894 se ve městě používal telefon a telegraf. Nový způsob podnikání si vynutil i vznik peněžních ústavů – Občanské záložny, spořitelny, Hospodářské záložny. Ve druhé polovině 19. století na Mělníku stále vedlo zemědělství – pěstovala se pšenice, sladovnický ječmen, zelenina, ovoce, vinná réva. Se zemědělskými výrobky se čile obchodovalo. Ve městě byl roku 1868 postaven cukrovar.

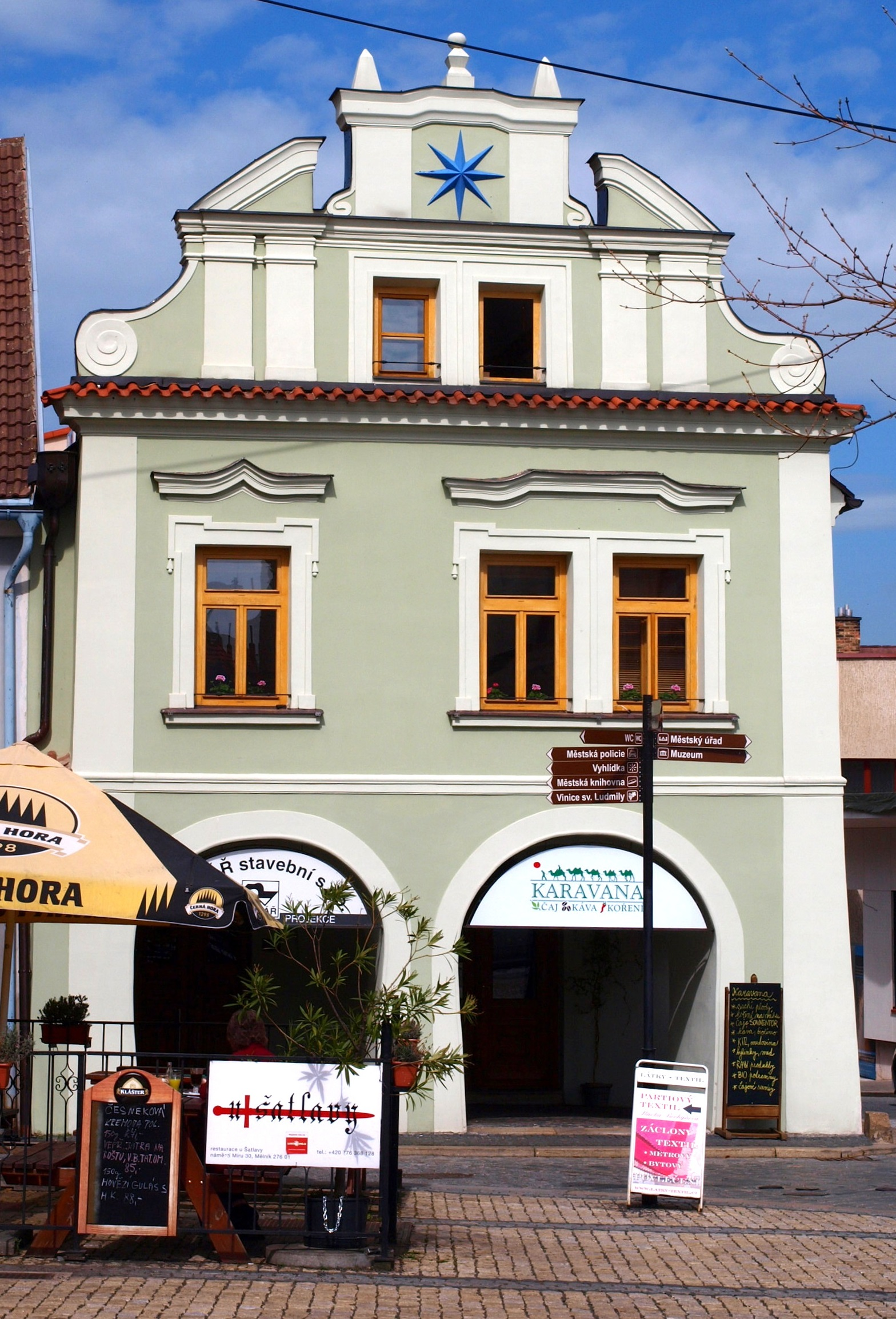
Měšťanský dům U modré hvězdy na Náměstí míru

Koncem století vznikla na Mělníku řada odborných škol, např. v roce 1881 speciální vinařská škola (první tohoto druhu v Čechách) – dnes Vyšší odborná škola zahradnická a Střední zahradnická škola Mělník, v roce 1897 košíkářská škola, v roce 1910 gymnázium, které nese od roku 1990 jméno svého absolventa Jana Palacha. Vývoj oblasti zastavila první světová válka.

### Dvacáté století
V letech první republiky (1918–1938) se ve městě hodně stavělo – budovy okresního úřadu, kulturního domu, pošty. V roce 1928 byla dokončena stavba velkého obchodního přístavu na Labi, budovaly se komunikace, kanalizace, prováděla se elektrifikace. V letech 1911, 1922 a 1933 se poprvé uskutečnily slavnosti vinobraní. Od roku 1933 se stala ze slavnosti tradice, která se dodržuje dodnes, i když v poněkud jiné podobě. V roce 1938, po záboru pohraničí, se severní část mělnického okresu dostala přímo na hranici „říše“ z důvodu bezprostřední blízkosti převážně německých obcí (Liběchov atd.). Konec druhé světové války na Mělníku oslavili obyvatelé města 13. května 1945 společně s vojáky sovětské a polské armády (které připomíná pomník s nápisem „GEN. KAROL ŚWIERCZEWSKI“ v parčíku poblíž pošty) a s partyzány. V dnešní době zde sídlí třeba organizace Cech českých vinařů.

#### Rok 1932
Ve městě Mělník (přísl. Malý Borek, Chloumek, Mlazice, Pšovka, Rousovice, 11549 obyvatel) byly v roce 1932 evidovány tyto živnosti a obchody:
- Instituce: okresní úřad, okresní soud, berní správa, berní úřad, celní úřad, katastrální měřičský úřad, důchodkový kontrolní úřad, cejchovní úřad, okresní četnické velitelství, 3 katolické kostely, evangelický kostel, kostel československé církve, synagoga, státní reálné gymnázium, vyšší vinařsko-ovocnicko-zahradnická škola, odborná škola košíkářská, obchodní škola, klášter kapucínů, klášter milosrdných sester, všeobecná veřejná nemocnice, chudobinec, sirotčinec.
- Živnosti a průmysl: obchodní grémium, společenstvo cukrářů, holičů, hostinských a výčepníků, klempířů, košíkářů, kovářů, krejčí, obuvníků, pekařů, potravní a dopravní, řezníků, zámečníků, cukrovar České akc. spol. pro průmysl cukerní v Praze, továrny na kaučukové zboží Haro, konzervy zeleninové, 5 továren na košíkářské zboží, továrna na kůže Kratina, květináče Klíma, likéry Uher, 3 továrny na nábytek proutěný, olejna, 2 pivovary (Lobkowicz, Právovarečné měšťanstvo), továrna na sekt Lobkowicz, vinice (Lobkowicz, Viktorin), 4 cihelny, městská elektrárna, 3 pily, velkostatek Lobkowicz.
- Služby: 8 lékařů, 2 zubní lékaři, 3 zvěrolékaři, 9 advokátů, 2 notáři, Živnostenská banka, 2 biografy, 3 fotoateliéry, geometr, 45 hostinců, hotely Stádník, Vykysal, U nádraží, kavárna, 2 lékárny, Lidová záložna na Mělníce, Mělnická spořitelna, Mělnická záložna pro obchod a živnosti, Občanská záložna na Mělníku, Občanská záložna v Pšovce, Okresní záložna hospodářská na Mělníce, Spořitelní a záložní spolek pro Blata, Spořitelní a záložní spolek pro Mlazice, Úvěrní a rolnické družstvo, Zemědělská záložna na Mělníce, Živnostenská záložna na Mělníce, 3 vinárny, 3 zubní ateliéry.

V obci Vehlovice (560 obyvatel, samostatná obec se později stala součástí Mělníka) byly v roce 1932 evidovány tyto živnosti a obchody: dlaždič, 2 hostince, kapelník, kovář, krejčí, pekař, 2 sadaři, 2 obchody se smíšeným zbožím, trafika, truhlář.

## Obyvatelstvo
Dle Palackého díla Popis Království českého z roku 1848 měl Mělník v roce 1846 199 domů a 1581 obyvatel.
Podle sčítání lidu roku 1921 zde žilo v 662 domech 5 245 obyvatel, z nichž bylo 2 767 žen. 5 170 obyvatel se hlásilo k československé národnosti, 31 k německé a 9 k židovské. Žilo zde 3 643 římských katolíků, 618 evangelíků, 270 příslušníků Církve československé husitské a 113 židů. Podle sčítání 1930 zde žilo v 893 domech 5 813 obyvatel. 5 614 obyvatel se hlásilo k československé národnosti a 65 k německé. Žilo zde 3 558 římských katolíků, 958 evangelíků, 535 příslušníků Církve československé husitské a 84 židů.
| Rok            | 1869  | 1880  | 1890  | 1900  | 1910  | 1921   | 1930   | 1950   | 1961   | 1970   | 1980   | 1991   | 2001   | 2011   | 2021   |
| -------------- | ----- | ----- | ----- | ----- | ----- | ------ | ------ | ------ | ------ | ------ | ------ | ------ | ------ | ------ | ------ |
| Počet obyvatel | 7 112 | 7 656 | 8 247 | 8 976 | 9 806 | 10 502 | 12 089 | 11 914 | 13 076 | 15 487 | 18 941 | 19 625 | 19 271 | 19 599 | 19 472 |
| Počet domů     | 979   | 1 103 | 1 144 | 1 252 | 1 401 | 1 663  | 2 158  | 2 572  | 2 542  | 2 658  | 2 683  | 2 950  | 3 042  | 3 414  | 3 845  |

Rodinný stav obyvatel obce Mělník roku 2011
Vzdělání obyvatel obce Mělník roku 2011
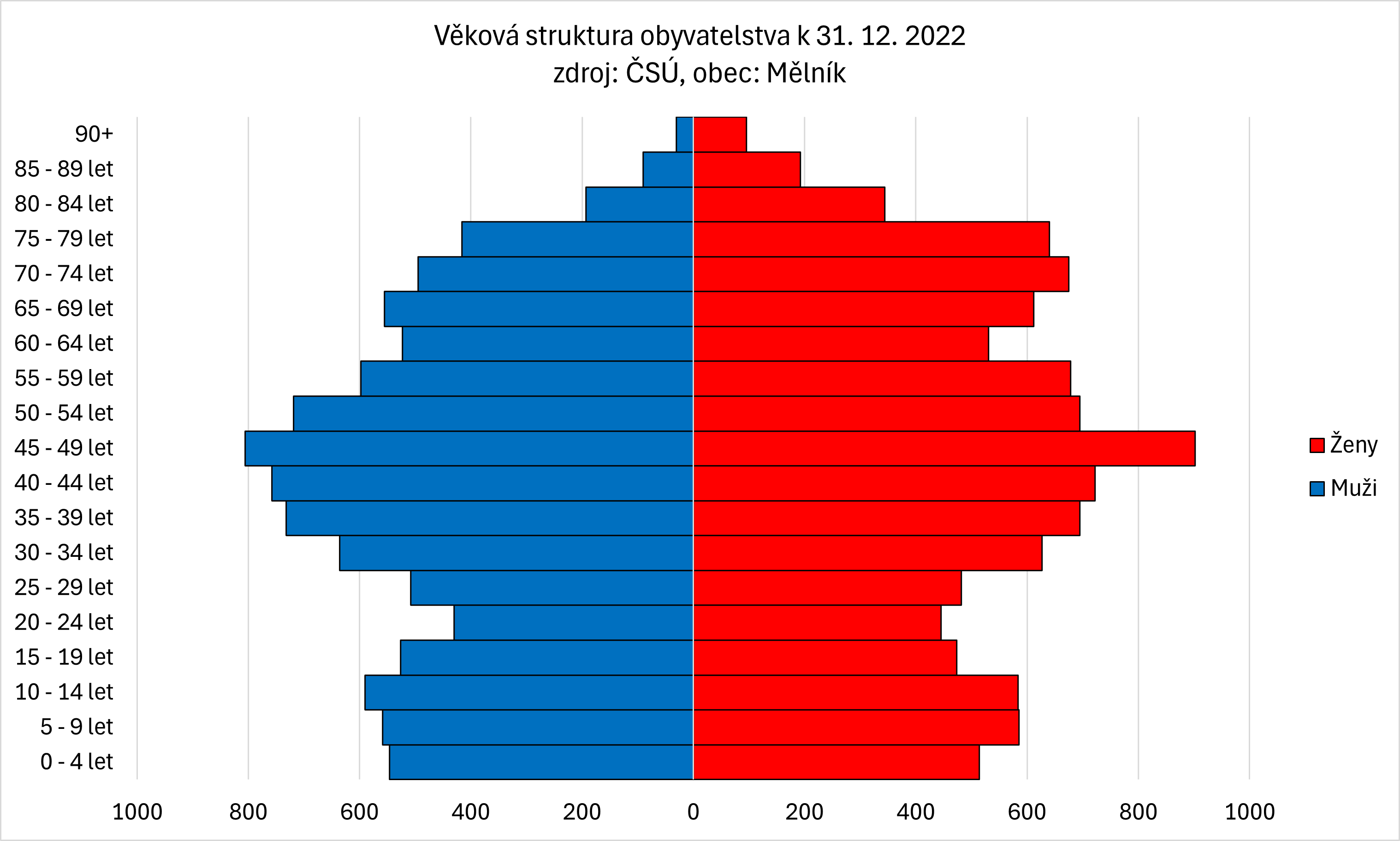
Věková struktura obyvatelstva města Mělník v roce 2022

## Obecní správa

### Územněsprávní začlenění

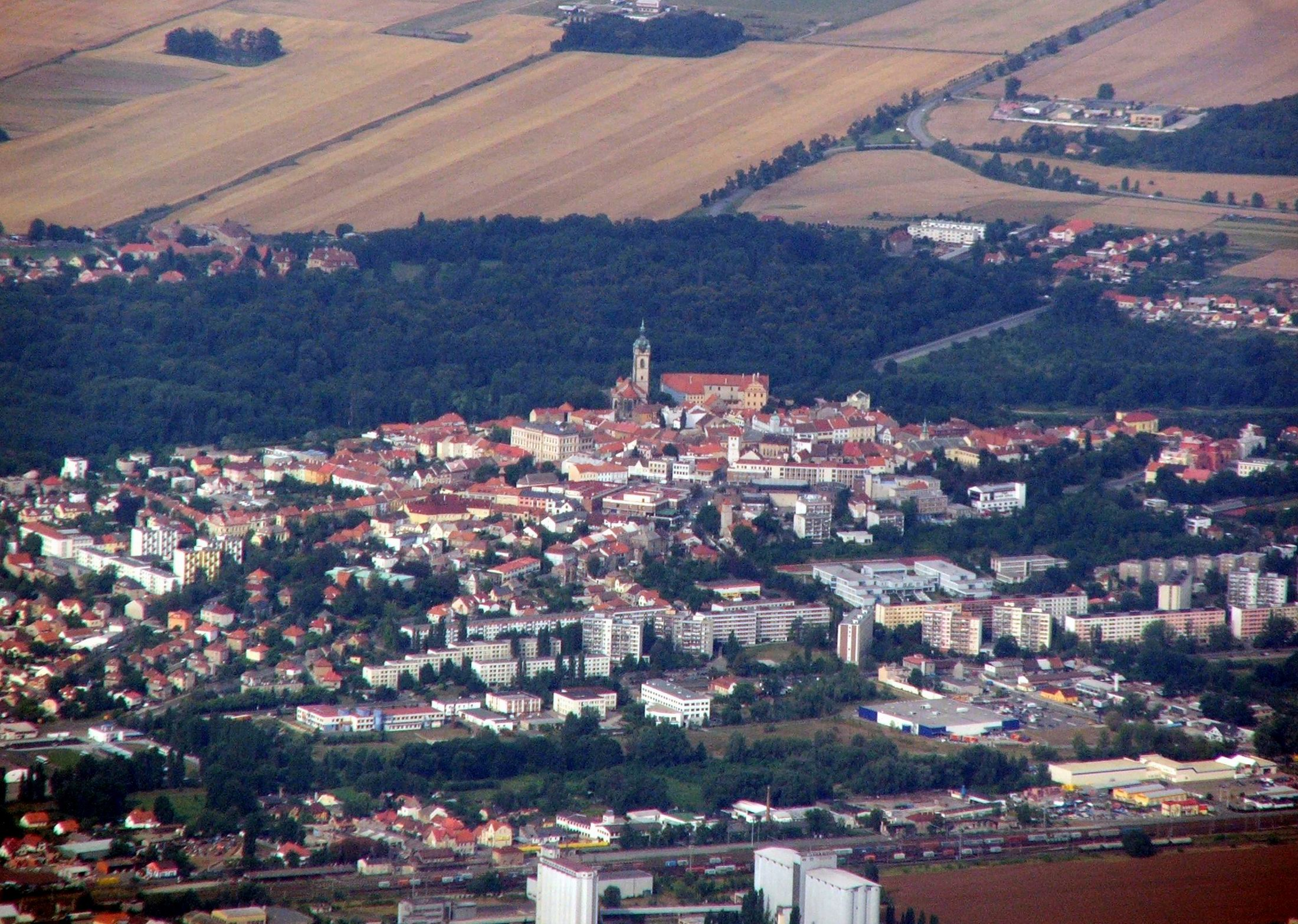
Letecký pohled na Mělník od jihovýchodu

Dějiny územněsprávního začleňování zahrnují období od roku 1850 do současnosti. V chronologickém přehledu je uvedena územně administrativní příslušnost města v roce, kdy ke změně došlo:
- 1850 země česká, kraj Praha, politický i soudní okres Mělník[11]
- 1855 země česká, kraj Praha, soudní okres Mělník
- 1868 země česká, kraj Praha, politický i soudní okres Mělník
- 1939 země česká, Oberlandrat Mělník, politický i soudní okres Mělník[12]
- 1942 země česká, Oberlandrat Praha, politický i soudní okres Mělník[13]
- 1945 země česká, správní i soudní okres Mělník[14]
- 1949 Pražský kraj, okres Mělník[15]
- 1960 Středočeský kraj, okres Mělník
- 2003 Středočeský kraj, okres Mělník, obec s rozšířenou působností Mělník

### Členění města
Mělník se skládá ze dvou katastrálních území: Mělník a Vehlovice. Evidenčně se město nečlení, tj. nemá definovány žádné části obce, ale jeho území je složeno z historických městských lokalit.
K městu byly postupně připojovány okolní vesnice, které postupně stavebně splynuly. Město Mělník lze rozdělit na 15 historických městských lokalit.
| Městská lokalita  | Poznámka |
| ----------------- | --- |
| Město Mělník      | Současné město Mělník je však výsledkem až vzniku tzv. Velkého Mělníka v roce 1923, kdy byly k městu připojeny samostatné obce Mlazice, Pšovka a Rousovice. Poslední připojenou obcí byly Vehlovice až v roce 1960.                          |
| Pražské předměstí | Pražské předměstí je historické označení lokality, která se postupně v 18. a hlavně 19. století vytvořila před městskými hradbami. |
| Chloumek          | Obecní ves Chloumek byla nakonec definitivně spojena s Mělníkem roku 1854. |
| Rybáře            | Rybáře byly s městem Mělníkem definitivně sloučeny již v roce 1854. |
| Blata             | Blata byla k městu Mělníku přičleněna definitivně roku 1868, kdy přišla o status obecní vsi. |
| Malý Borek        | Původní blateckou kolonií Malý Borek byla spojena pod samosprávu města Mělníka v roce 1868 společně s obecní vsí Blata. |
| Okrouhlík         | Okrouhlík byl sloučen s Mělníkem již v roce 1868. |
| Podolí/Podol      | Podolí bylo sloučeno s Mělníkem již roku 1868. |
| Záduší/Záduš      | Obec Záduší byla s městem Mělníkem definitivně spojena společně s Podolím, Blaty, Okrouhlíkem a Malým Borkem v roce 1868. |
| Mlazice           | Mlazice byly spojeny s tzv. Velkým Mělníkem v roce 1923. |
| Pšovka            | Pšovka byla spojena s tzv. Velkým Mělníkem v roce 1923. |
| Rousovice         | Rousovice byly spojeny s tzv. Velkým Mělníkem v roce 1923. |
| Vehlovice         | Původní samostatná obec byla sloučena s Mělníkem až v roce 1960, avšak první plány byly již v roce 1923, a je tak prozatím poslední sloučenou okolní obcí s městem. Jako jediná připojená část města si zachovaly vlastní katastrální území. |
| Malý Spořilov     | Malý Spořilov patří k nejmenším lokalitám města. Jedná se o relativně novou místní část, která byla vybudována ve 20. letech 20. století jako reakce na velký nedostatek bytů.                                                               |
| Polabí            | Vily a domy v nové čtvrti byly vystavěny mezi lety 1927-1932 a nesly označení "Velký Spořilov" podle velké aktivity mělnické Spořitelny. |

### Znak
Blason (slovní popis) stanovený Podvýborem pro heraldiku a vexikologii Poslanecké sněmovny Parlamentu ČR dne 5. října 2016:  V červeno-zlatě polceném štítě vpravo český lev, doleva vyniká půl černé korunované orlice se zlatou zbrojí. Na štítě korunovaná kolčí přilba s černo-zlatými a červeno –stříbrnými přikryvadly. Klenotem zavřená křídla, přední černé, zadní zlaté.
Od první třetiny 14. století je doložený znak města, vycházející z hlavních heraldických (erbovních) zvířat českých přemyslovských a lucemburských králů (později císařů) a moravských markrabat - lva a orlice (orla). Nejstarší zbarvení znaku města (dochovaného původně jen na pečetích) pochopitelně neznáme. V případě dvouocasého českého lva jsou tinktury dané, v případě poloviny orlice se původně mohlo jednalo o moravskou orlici (spíše než plamennou tzv. svatováclavskou, která nebyla od vlády Přemysla Otakara II., zakladatele města, již oficiálně státnicky používána a nahradil ji důsledně český, dříve moravský, dvouocasý lev a nově vytvořená šachovaná moravská orlice), nakonec ale převážilo (v dané době, kdy české země byly součástí Římské říše a čeští králové císaři) obvyklé císařské zbarvení – půl černého orla ve zlatém poli (viz též městské znaky Poličky, Kutné Hory atd.). Zbroj (tj. zobák, jazyk a pařát) se objevuje jak zlatá, tak červená, oba způsoby jsou heraldicky přípustné (možné), červená zbroj je ale logicky opticky výraznější (než zlatá/žlutá ve zlatém/žlutém poli štítu). V případě Mělníka je navíc od 16. století užíváno štítu znaku i s korunovanou přilbou s látkovými dekorativními přikryvadly (v českých i říšských tinkturách) a královského klenotu křídel.

### Vlajka
Popis vlajky v dekretu předsedy Poslanecké sněmovny zní: List tvoří dva svislé pruhy, červený a žlutý. Z červeného pruhu s českým lvem vyniká do žlutého pruhu půl černé korunované orlice se žlutou zbrojí. Poměr šířky k délce listu je 2:3.
Existence městských praporů (korouhví) se předpokládá u královských měst již v předhusitské době a v době husitských válek je jejich téměř jistá. Prapory tehdy opakoval podobu znaku, nebo je tvořily tzv. livrejové či zemské barvy (pána města). Takto se vyvinula i bikolóra Mělníka v podobě dvou vodorovných pruhů, červeného a žlutého.
Aby nedocházelo k záměnám s jinými obdobnými (jednoduchými) vlajkami o dvou pruzích a obdobných barev, byly v roce 2016 rozhodnutím číslo 56 předsedy Poslanecké sněmovny Parlamentu České republiky udělena Mělníku stávající (tzv. heraldická) vlajka, tvořená dvěma svislými pruhy, červeným a žlutým, ve kterých se opakují figury ze štítu historického městského znaku tak, jak bývalo obvyklé již u nejstarších středověkých praporů.
Vyobrazená městská vlajka (vztyčovaná na stožár) respektive prapor (spojený s žerdí, často slavnostně vyšívaný atd.) má nyní právně závaznou podobu, podobně jako historicky vydržený (a potvrzený) znak města, z něhož vychází. Případná tzv. korouhev představuje vlajku respektive prapor zavěšený „na výšku“ (tj. užší stranou nahoře), může mít libovolnou délku (poměr stran např. 1:3) a nemusí proporčně zcela přesně odpovídat podobě vlajky (praporu), ale má respektovat všechny figury a barvy (vlajky) ve vzájemné kompozici.

### Výsledky voleb do zastupitelstva města
Město Mělník je od roku 1994 rozděleno na dvacet volebních okrsků.

#### Volební účast
| Volby | 1990  | 1994  | 1998  | 2002  | 2006  | 2010  | 2014  | 2018  | 2022  |
| ----- | ----- | ----- | ----- | ----- | ----- | ----- | ----- | ----- | ----- |
| %     | 69,92 | 56,88 | 38,40 | 34,28 | 39,80 | 42,70 | 37,15 | 41,30 | 40,54 |

#### Volby 1990
| Politický subjekt | Politický subjekt                         | Absolutní hlasy | Absolutní hlasy | Mandáty |  |
| Politický subjekt | Politický subjekt                         | Počet           | %               | Počet   |  |
| ----------------- | ----------------------------------------- | --------------- | --------------- | ------- |  |
|                   | Občanské fórum (OF)                       |                 | 49,30           | 16      |  |
|                   | Komunistická strana Československa (KSČ)  |                 | 20,40           | 6       |  |
|                   | Československá strana lidová (ČSL)        |                 | 8,80            | 2       |  |
|                   | Československá sociální demokracie (ČSSD) |                 | 7,30            | 1       |  |
|                   | Strana zelených (SZ)                      |                 | 5,00            | 2       |  |
|                   | Československá strana socialistická (ČSS) |                 | 4,10            | 2       |  |
|                   | Nezávislí kandidáti                       |                 | 2,30            | 0       |  |
|                   | Republikánská unie-Svobodný blok          |                 | 1,50            | 0       |  |
|                   | Národně sociální strana (NSS)             |                 | 1,40            | 1       |  |
| Celkové výsledky  | Celkové výsledky                          | 10 023          | 100             | 30      |  |

#### Volby 1994
| Subjekt          | Subjekt                                     | Absolutní hlasy | Absolutní hlasy | Mandáty |  |
| Subjekt          | Subjekt                                     | Počet           | %               | Počet   |  |
| ---------------- | ------------------------------------------- | --------------- | --------------- | ------- |  |
|                  | Občanská demokratická strana (ODS)          | 45 047          | 29,76           | 6       |  |
|                  | Občanská demokratická aliance (ODA)         | 31 251          | 20,64           | 4       |  |
|                  | Komunistická strana Čech a Moravy (KSČM)    | 20 330          | 13,43           | 3       |  |
|                  | Koalice KDU-ČSL, DEU, KAN (Koalice KDU-ČSL) | 18 580          | 12,27           | 3       |  |
|                  | Sdružení ČSSD, SD(OH), NK (Sdružení ČSSD)   | 17 901          | 11,83           | 2       |  |
|                  | Důchodci pro životní jistoty (DŽJ)          | 6 478           | 4,28            | 1       |  |
|                  | Koalice SPR-RSČ, SDČR (Koalice SPR-RSČ)     | 6 376           | 4,21            | 1       |  |
|                  | Strana demokratické levice (SDL)            | 5 416           | 3,58            | 1       |  |
| Celkové výsledky | Celkové výsledky                            | 151 379         | 100             | 21      |  |

#### Volby 1998
| Politický subjekt | Politický subjekt                 | Absolutní hlasy | Absolutní hlasy | Mandáty |  |
| Politický subjekt | Politický subjekt                 | Počet           | %               | Počet   |  |
| ----------------- | --------------------------------- | --------------- | --------------- | ------- |  |
|                   | ODS                               | 35 109          | 31,42           | 7       |  |
|                   | ČSSD                              | 19 420          | 17,38           | 4       |  |
|                   | Sdružení VPM, NK (Sdružení VPM)   | 18 530          | 16,58           | 4       |  |
|                   | Sdružení KSČM, NK (Sdružení KSČM) | 16 220          | 14,51           | 3       |  |
|                   | KDÚ-ČSL                           | 7 910           | 7,08            | 1       |  |
|                   | Unie svobody (US)                 | 4 965           | 4,44            | 1       |  |
|                   | Česká pravice (ČP)                | 4 922           | 4,40            | 1       |  |
|                   | Strana za životní jistoty         | 2 164           | 1,94            | 0       |  |
|                   | Klub angažovaných nestraníků      | 1 807           | 1,62            | 0       |  |
|                   | Koalice SPR-RSČ, SDČR             | 706             | 0,63            | 0       |  |
| Celkové výsledky  | Celkové výsledky                  | 111 753         | 100             | 21      |  |

#### Volby 2002
| Politický subjekt | Politický subjekt                                 | Absolutní hlasy | Absolutní hlasy | Mandáty |  |
| Politický subjekt | Politický subjekt                                 | Počet           | %               | Počet   |  |
| ----------------- | ------------------------------------------------- | --------------- | --------------- | ------- |  |
|                   | ODS                                               | 32 960          | 32,49           | 7       |  |
|                   | ČSSD                                              | 23 566          | 23,23           | 5       |  |
|                   | Sdr. US-DEU a NK-ssn. Radnice 2002 (Radnice 2002) | 19 723          | 19,44           | 4       |  |
|                   | Sdružení KSČM a NK (Sdružení KSČM)                | 16 719          | 16,48           | 4       |  |
|                   | KDÚ-ČSL                                           | 6 646           | 6,55            | 1       |  |
|                   | Republikáni Miroslava Sládka                      | 1 826           | 1,80            | 0       |  |
| Celkové výsledky  | Celkové výsledky                                  | 101 440         | 100             | 21      |  |

#### Volby 2006
| Politický subjekt | Politický subjekt           | Absolutní hlasy | Absolutní hlasy | Mandáty |  |
| Politický subjekt | Politický subjekt           | Počet           | %               | Počet   |  |
| ----------------- | --------------------------- | --------------- | --------------- | ------- |  |
|                   | ODS                         | 37 304          | 30,79           | 8       |  |
|                   | PRO Mělník (PRO Mělník)     | 22 816          | 18,83           | 4       |  |
|                   | ČSSD                        | 17 843          | 14,73           | 3       |  |
|                   | KSČM                        | 12 759          | 10,53           | 2       |  |
|                   | RADNICE 2006 (Radnice 2006) | 11 855          | 9,78            | 2       |  |
|                   | Mělničané (Mělničané)       | 11 255          | 9,29            | 2       |  |
|                   | Strana zelených             | 4 246           | 3,50            | 0       |  |
|                   | KDÚ-ČSL                     | 3 045           | 2,51            | 0       |  |
|                   | Všeobecná občanská strana   | 51              | 0,04            | 0       |  |
| Celkové výsledky  | Celkové výsledky            | 121 174         | 100             | 21      |  |

#### Volby 2010
| Politický subjekt | Politický subjekt                             | Absolutní hlasy | Absolutní hlasy | Mandáty |  |
| Politický subjekt | Politický subjekt                             | Počet           | %               | Počet   |  |
| ----------------- | --------------------------------------------- | --------------- | --------------- | ------- |  |
|                   | TOP 09                                        | 27 154          | 21,01           | 5       |  |
|                   | ČSSD                                          | 26 448          | 20,46           | 4       |  |
|                   | ODS                                           | 26 194          | 20,26           | 4       |  |
|                   | Koal. sd. nez. kan. PM a SZ (Koalice PM a SZ) | 12 793          | 9,90            | 2       |  |
|                   | "Mělničané" (Mělničané)                       | 12 281          | 9,50            | 2       |  |
|                   | RADNICE 2010 (Radnice 2010)                   | 12 233          | 9,46            | 2       |  |
|                   | KSČM                                          | 11 778          | 9,11            | 2       |  |
|                   | Strana svobodných občanů                      | 252             | 0,19            | 0       |  |
|                   | Volte Pr. Blok www.cibulka.net                | 138             | 0,11            | 0       |  |
| Celkové výsledky  | Celkové výsledky                              | 129 271         | 100             | 21      |  |

#### Volby 2014
| Politický subjekt | Politický subjekt                      | Absolutní hlasy | Absolutní hlasy | Mandáty |  |
| Politický subjekt | Politický subjekt                      | Počet           | %               | Počet   |  |
| ----------------- | -------------------------------------- | --------------- | --------------- | ------- |  |
|                   | MÉ MĚSTO                               | 35 192          | 32,80           | 9       |  |
|                   | TOP 09 s podporou nezávislých (TOP 09) | 21 056          | 19,63           | 5       |  |
|                   | ČSSD                                   | 10 445          | 9,74            | 2       |  |
|                   | KSČM                                   | 9 115           | 8,50            | 2       |  |
|                   | ANO 2011                               | 7 321           | 6,82            | 1       |  |
|                   | ODS                                    | 6 926           | 6,46            | 1       |  |
|                   | M Ě L N I Č A N É (Mělničané)          | 6 875           | 6,41            | 1       |  |
|                   | RADNICE 2014                           | 3 961           | 3,69            | 0       |  |
|                   | KDU-ČSL a Strana zelených              | 3 942           | 3,67            | 0       |  |
|                   | Strana soukromníků ČR                  | 2 275           | 2,12            | 0       |  |
|                   | Romská demokratická strana             | 171             | 0,16            | 0       |  |
| Celkové výsledky  | Celkové výsledky                       | 107 279         | 100             | 21      |  |

#### Volby 2018
| Politický subjekt | Politický subjekt                                  | Absolutní hlasy | Absolutní hlasy | Mandáty |  |
| Politický subjekt | Politický subjekt                                  | Počet           | %               | Počet   |  |
| ----------------- | -------------------------------------------------- | --------------- | --------------- | ------- |  |
|                   | MÉ MĚSTO                                           | 22 750          | 19,52           | 4       |  |
|                   | ODS s podporou Strany Soukr.ČR (ODS a Soukromníci) | 20 447          | 17,54           | 4       |  |
|                   | ANO 2011 (ANO 2011)                                | 18 885          | 16,20           | 4       |  |
|                   | MÁME RÁDI MĚLNÍK                                   | 16 122          | 13,83           | 3       |  |
|                   | MĚLNIČANÉ (Mělničané)                              | 10 713          | 9,19            | 2       |  |
|                   | NK a KSČM "ZA LEPŠÍ MĚLNÍK" (NK a KSČM)            | 9 148           | 7,85            | 2       |  |
|                   | Spojené síly pro Mělník (Spojené síly)             | 7 985           | 6,85            | 1       |  |
|                   | Česká strana sociálně demokratická (ČSSD)          | 7 703           | 6,61            | 1       |  |
|                   | Mělničtí patrioti                                  | 2 822           | 2,42            | 0       |  |
| Celkové výsledky  | Celkové výsledky                                   | 116 575         | 100             | 21      |  |

#### Volby 2022
| Politický subjekt | Politický subjekt                            | Absolutní hlasy | Absolutní hlasy | Mandáty |  |
| Politický subjekt | Politický subjekt                            | Počet           | %               | Počet   |  |
| ----------------- | -------------------------------------------- | --------------- | --------------- | ------- |  |
|                   | ODS a TOP 09                                 | 21 304          | 18,97           | 5       |  |
|                   | ANO 2011                                     | 19 941          | 17,76           | 4       |  |
|                   | MÉ MĚSTO                                     | 19 688          | 17,53           | 4       |  |
|                   | MÁME RÁDI MĚLNÍK                             | 9 984           | 8,89            | 2       |  |
|                   | "MĚLNIČANÉ" (Mělničané)                      | 9 746           | 8,68            | 2       |  |
|                   | Mělník 2022 s pod. Soukromníků (Mělník 2022) | 9 032           | 8,04            | 2       |  |
|                   | SVOBODNÝ SOUTOK (Svobodný soutok)            | 6 676           | 5,94            | 1       |  |
|                   | Piráti a Zelení                              | 6 205           | 5,53            | 1       |  |
|                   | MĚLNÍK V SRDCI                               | 5 031           | 4,48            | 0       |  |
|                   | ZA SPORT A ZDRAVÝ MĚLNÍK                     | 4 285           | 3,82            | 0       |  |
|                   | DSZ - ZA PRÁVA ZVÍŘAT a NK                   | 236             | 0,21            | 0       |  |
|                   | ROMA LUMA                                    | 174             | 0,15            | 0       |  |
| Celkové výsledky  | Celkové výsledky                             | 112 302         | 100             | 21      |  |

Další volby proběhnou v roce 2026.

#### Aktuální složení Rady města Mělníka a koalice v Zastupitelstvu města Mělníka
Radu města tvořili až do srpna 2024 zástupci tří subjektů: ODS a TOP 09, ANO 2011, Mělník 2022 s podporou Soukromníků. Rada města se opírala o většinovou podporu v zastupitelstvu. Radní koalice byla složená z 11 zastupitelů (ODS a TOP 09 - 5, ANO 2011 - 4, Mělník 2022 - 2). Koaliční smlouva byla podepsána v rekordním čase necelých 20 hodin po sečtení výsledků dne 25. 9. 2022.
Podíl mandátů koalice v zastupitelstvu v období 25. 9. 2022 - 5. 8. 2024
Na zastupitelstvu 5. 8. 2024 došlo ke změně složení koalice, kdy rezignoval na svou funkci uvolněný radní pro dopravu Jindřich Špergl (nezávislý, zvolen na kandidátce ODS a TOP 09). Poté zastupitelstvo zvolilo novým neuvolněným místostarostou Martina Klihavce, městského kronikáře zvoleného na kandidátce opozičního hnutí MÉ MĚSTO. Dále se ke koalici připojila i zastupitelka Marie Urbánková, také nezávislá zvolená za opoziční MÉ MĚSTO. Ke změně složení koalice došlo po vzájemné ztrátě důvěry mezi členy rady města.
Podíl mandátů koalice v zastupitelstvu od 5. 8. 2024
Radní koalice je složena z 12 zastupitelů (ODS - 4, ANO 2011 - 4, Mělník 2022 - 2, nezávislí - 2).
Radní opozice není soudržná a je složená z 9 zastupitelů (MÉ MĚSTO - 2, MÁME RÁDI MĚLNÍK - 2, MĚLNIČANÉ - 1, Piráti a Zelení - 1, SVOBODNÝ SOUTOK - 1, nezávislí - 1).
Oproti minulému volebnímu období 2018-2022, kdy vedení města tvořili zástupci subjektů MÉ MĚSTO, MÁME RÁDI MĚLNÍK, MĚLNIČANÉ a 2 nezávislí kandidáti, se snížil počet místostarostů ze tří na dva. V současnosti má město historicky nejmladšího místostarostu v novodobé historii (Petr Kowanda, 27 let v roce 2022).
| Pozice                       | Jméno a příjmení           | Politický subjekt | Politický subjekt               |  |
| ---------------------------- | -------------------------- | ----------------- | ------------------------------- |  |
| starosta                     | Ing. Tomáš Martinec, Ph.D. |                   | ODS                             |  |
| 1.místostarosta (uvolněný)   | Petr Kowanda               |                   | ANO 2011                        |  |
| 2.místostarosta (neuvolněný) | Martin Klihavec            |                   | nezávislý                       |  |
| radní                        | Tomáš Trejbal              |                   | ODS                             |  |
| radní                        | Karel Kasáček              |                   | ANO 2011                        |  |
| radní                        | Josef Kowanda              |                   | ANO 2011                        |  |
| radní                        | Zbyněk Šnajdr              |                   | Mělník 2022 s podp. Soukromníků |  |

#### Seznam starostů a starostek po roce 1990
| Období         | Starosta/starostka         | Povolání                                         | Politický subjekt | Politický subjekt       |
| -------------- | -------------------------- | ------------------------------------------------ | ----------------- | ----------------------- |
| 1990–1990      | Mgr. Miroslav Neumann      | úředník                                          | úřední pověření   | úřední pověření         |
| 1990–1994      | Mgr. Ivan Václavík         | matematik–programátor                            |                   | OF/OH/nestraník         |
| 1994–2002      | Mgr. Zuzana Lišková        | ředitelka knihovny                               |                   | ODS                     |
| 2002–2010      | Mgr. Miroslav Neumann      | přednosta okresního úřadu                        |                   | ODS                     |
| 2010-2022      | MVDr. Ctirad Mikeš         | vedoucí odboru životního prostředí a zemědělství |                   | ČSSD/Mé město (od 2014) |
| 2022-úřadující | Ing. Tomáš Martinec, Ph.D. | podnikatel                                       |                   | ODS                     |

### Senátní obvod
Město Mělník je součástí senátního obvodu č. 28 – Mělník.

#### Volební účast ve městě Mělníku
| Volby        | 1996  | 1998  | 2004  | 2010  | 2016  | 2022  |
| ------------ | ----- | ----- | ----- | ----- | ----- | ----- |
| 1.kolo (v %) | 30,94 | 38,00 | 28,24 | 40,77 | 32,34 | 38,07 |
| 2.kolo (v %) | 28,94 | 21,35 | 15,85 | 29,85 | 12,81 | 19,01 |

#### Senátoři
| Období         | Senátoři            | Povolání                           | Politický subjekt | Politický subjekt |
| -------------- | ------------------- | ---------------------------------- | ----------------- | ----------------- |
| 1996–1998      | Jaroslav Horák      | přednosta okresního úřadu          |                   | ODS               |
| 1998–2004      | Jaroslav Horák      | senátor                            |                   | ODS               |
| 2004–2010      | Jiří Nedoma         | starosta města Odolená Vody        |                   | ODS               |
| 2010–2016      | Veronika Vrecionová | starostka obce Přezletice          |                   | ODS               |
| 2016–2022      | Petr Holeček        | starosta města Kralupy nad Vltavou |                   | STAN              |
| 2022–úřadující | Jarmila Smotlachová | starostka obce Hlavenec            |                   | ODS               |

## Doprava

### Silniční síť
Městem procházejí silnice I/9 Zdiby – Mělník – Česká Lípa – Nový Bor – Rumburk, I/16 Řevničov – Slaný – Mělník – Mladá Boleslav – Jičín – Trutnov – Královec, II/246 Mělník – Roudnice nad Labem – Libochovice – Louny a II/273 Mělník – Mšeno – Doksy. Silnice I/16 překonává Labe po Novém mostě postaveném v roce 1993, dříve k tomu účelu sloužil Starý most, dnešní most Josefa Straky.
V roce 2021 byla zahájena realizace části severního obchvatu Mělníku.

### Železniční síť
Město leží na železniční trati z Lysé nad Labem do Ústí nad Labem vedoucí podél Labe. V Mělníku z ní odbočuje železniční trať Mladá Boleslav – Mělník. Na území města se nachází odbočná železniční stanice Mělník, na trati Lysá nad Labem – Ústí nad Labem i železniční zastávka Mělník-Mlazice. Železniční trať Lysá nad Labem – Ústí nad Labem je dvoukolejná elektrizovaná celostátní trať zařazená do evropského železničního systému, doprava na ní byla zahájena roku 1874. Železniční trať Mladá Boleslav – Mšeno – Mělník je jednokolejná regionální trať, doprava na úseku do Mšena byla zahájena roku 1897.

## Turistické trasy
Městem vedou cyklotrasy č. 2 Kralupy nad Vltavou – Mělník – Litoměřice – Ústí nad Labem, č. 24 Stará Boleslav – Neratovice – Mělník, č. 203 Mělník – Lhotka, č. 8171 Mělník – Malý Újezd – Jelenice.
Územím města vedou turistické trasy  Mělník – Lhotka – Kokořínský Důl,  Záboří – Mělník – Liběchov – Tupadly,  Mělník – Čepička – Lhotka.

## Společnost

### Školství
Město Mělník zajišťuje předškolní vzdělávání pro 621 dětí. Základní školy zřizované městem Mělník zajišťují povinnou školní docházku pro žáky s trvalým bydlištěm na území města Mělníka, od 6. třídy pak i pro žáky z obcí, které uzavřely s městem Mělníkem dohodu o společném školském obvodu. Jedná se o obce Hořín, Býkev, Velký Borek, Malý Újezd, Želízy, Lhotka, Střemy a Řepín.
Školy ve městě:
- Mateřská škola Čtyřlístek
- Mateřská škola Zvoneček
- Mateřská škola Motýlek
- Mateřská škola Pohádka
- Mateřská škola Mělník, V Zátiší 2948
- Základní škola Mělník, Jaroslava Seiferta 148
- Základní škola Jindřicha Matiegky Mělník
- Základní škola Mělník-Pšovka
- Základní škola Jungmannovy sady Mělník
- Základní škola Mělník-Mlazice
- Základní škola se speciálními třídami
- Soukromá střední zdravotnická škola Mělník
- Střední průmyslová škola stavební
- Integrovaná střední škola technická Mělník
- Česká zahradnická akademie Mělník – střední škola a vyšší odborná škola
- Gymnázium Jana Palacha
- Dům dětí a mládeže
- Základní umělecká škola

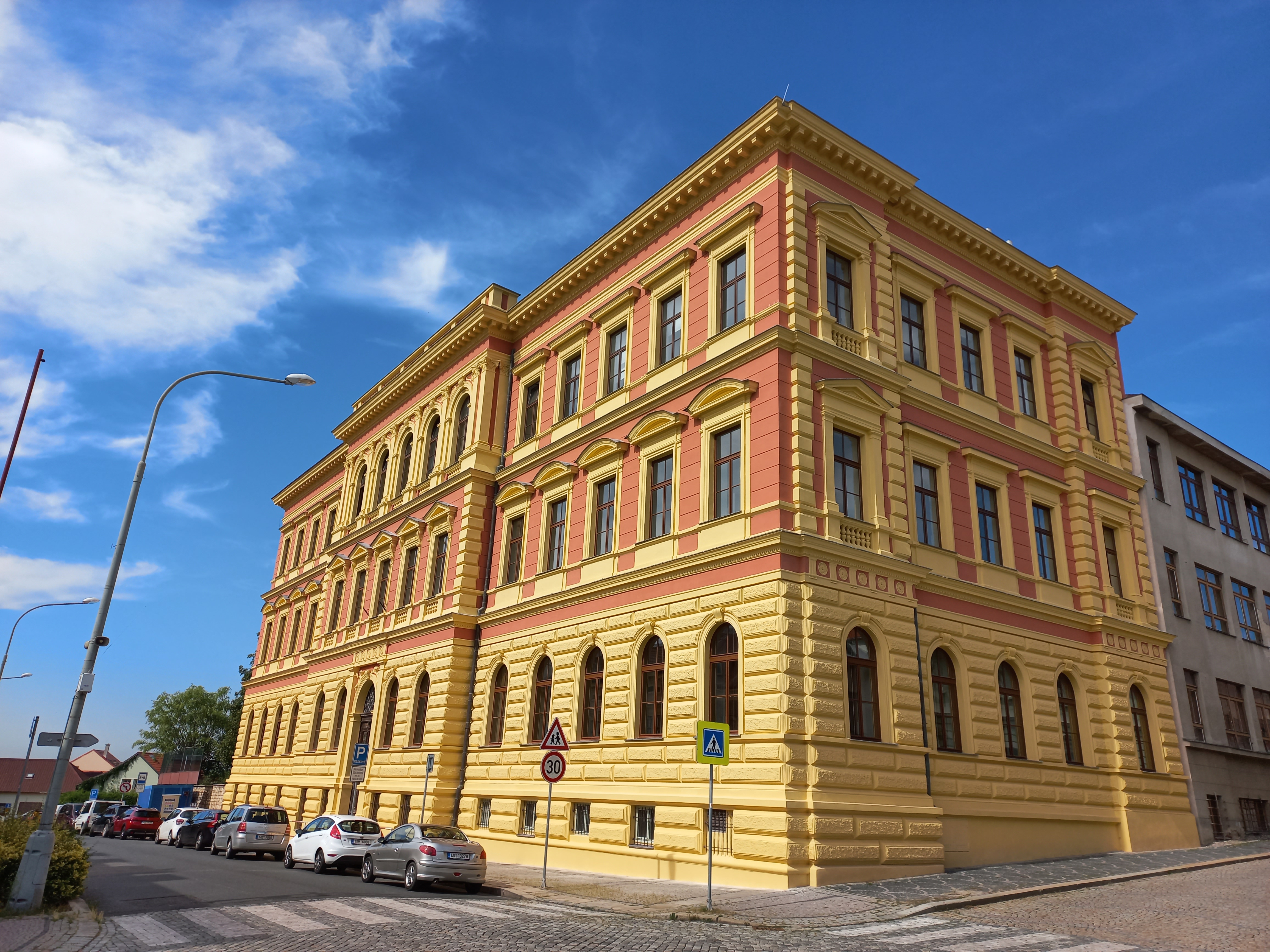
Základní škola Mělník, Jaroslava Seiferta
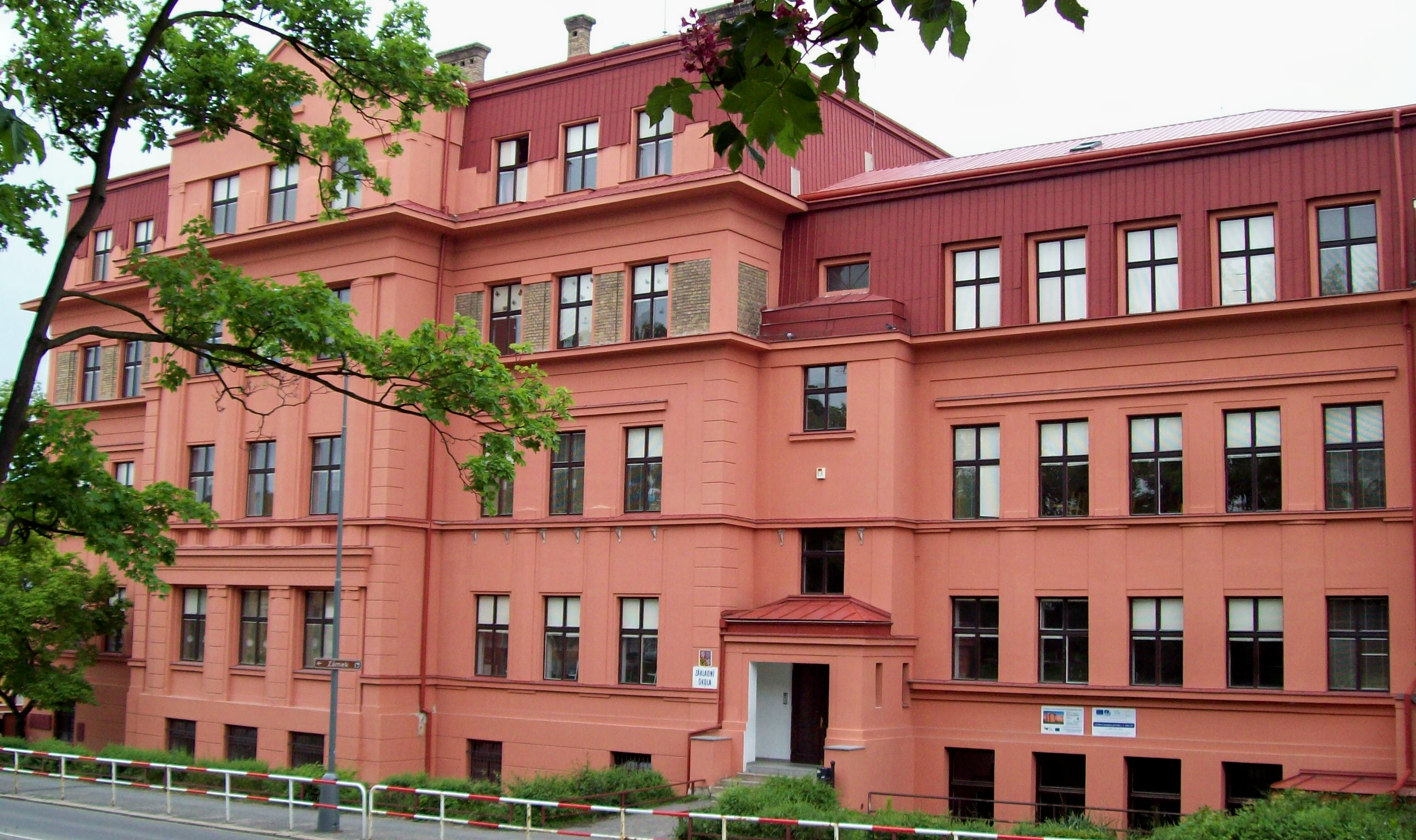
ZŠ Jungmannovy sady Mělník
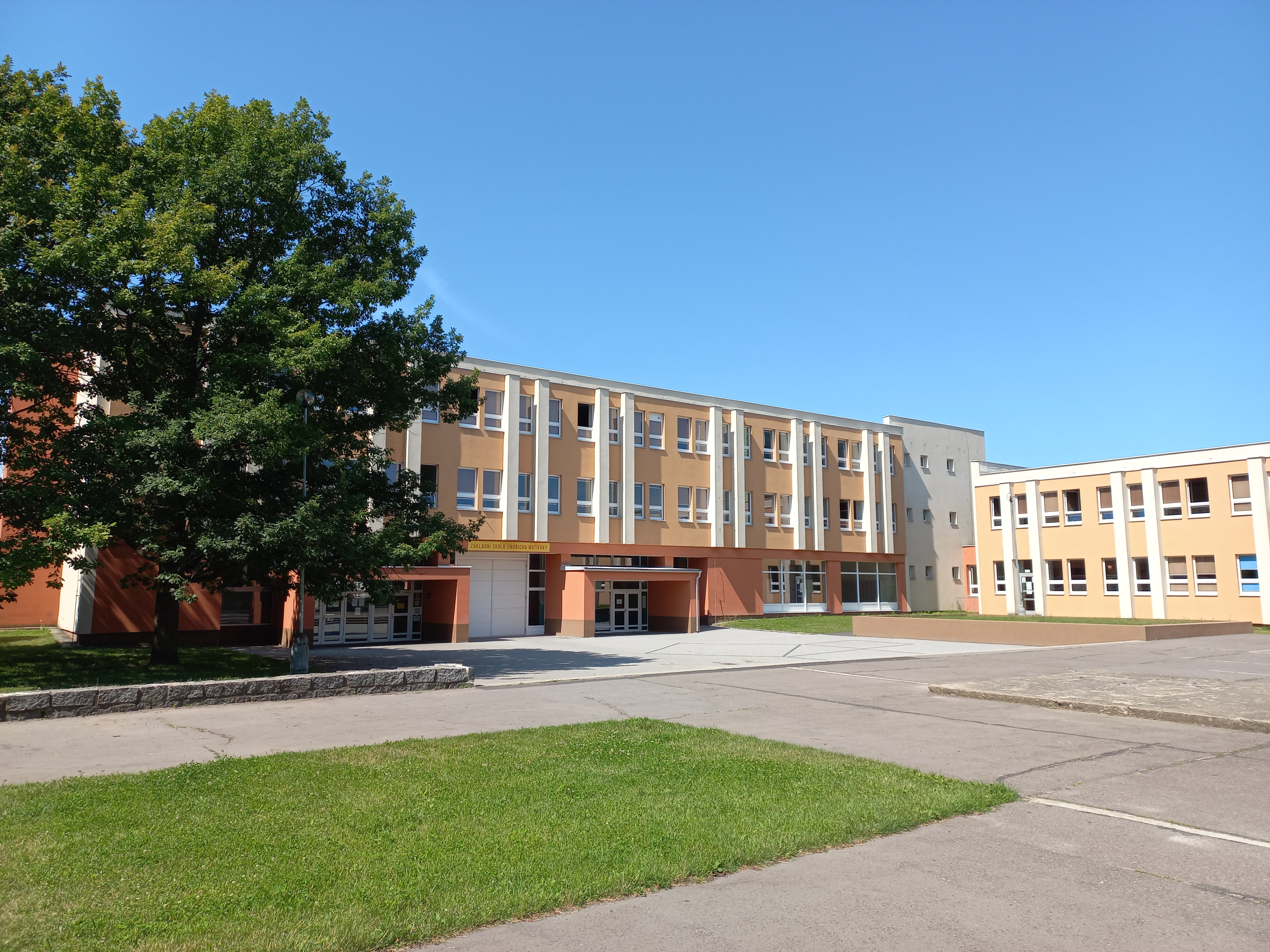
ZŠ Jindřicha Matiegky Mělník
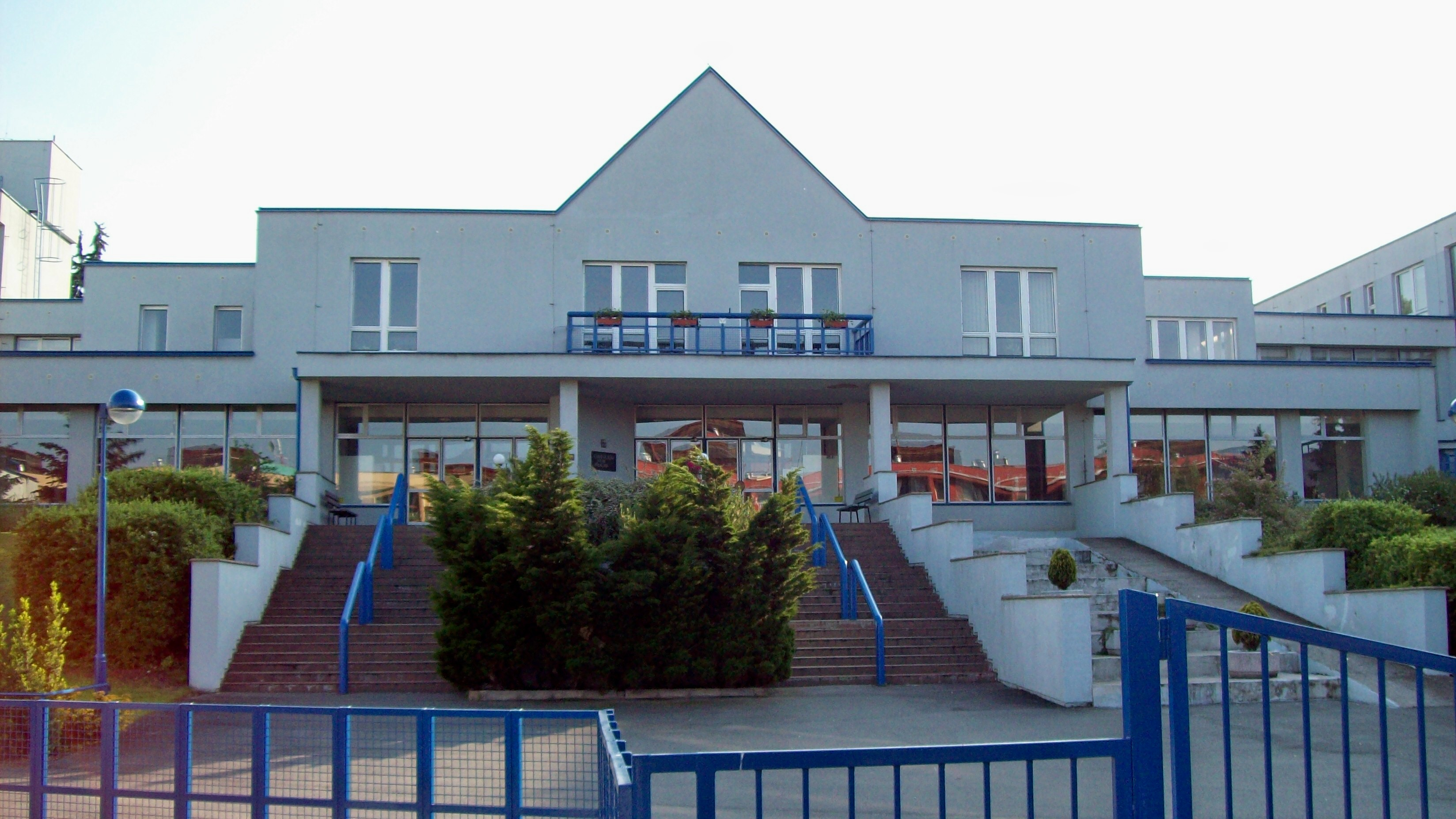
Gymnázium Jana Palacha (sídlo od 1996)
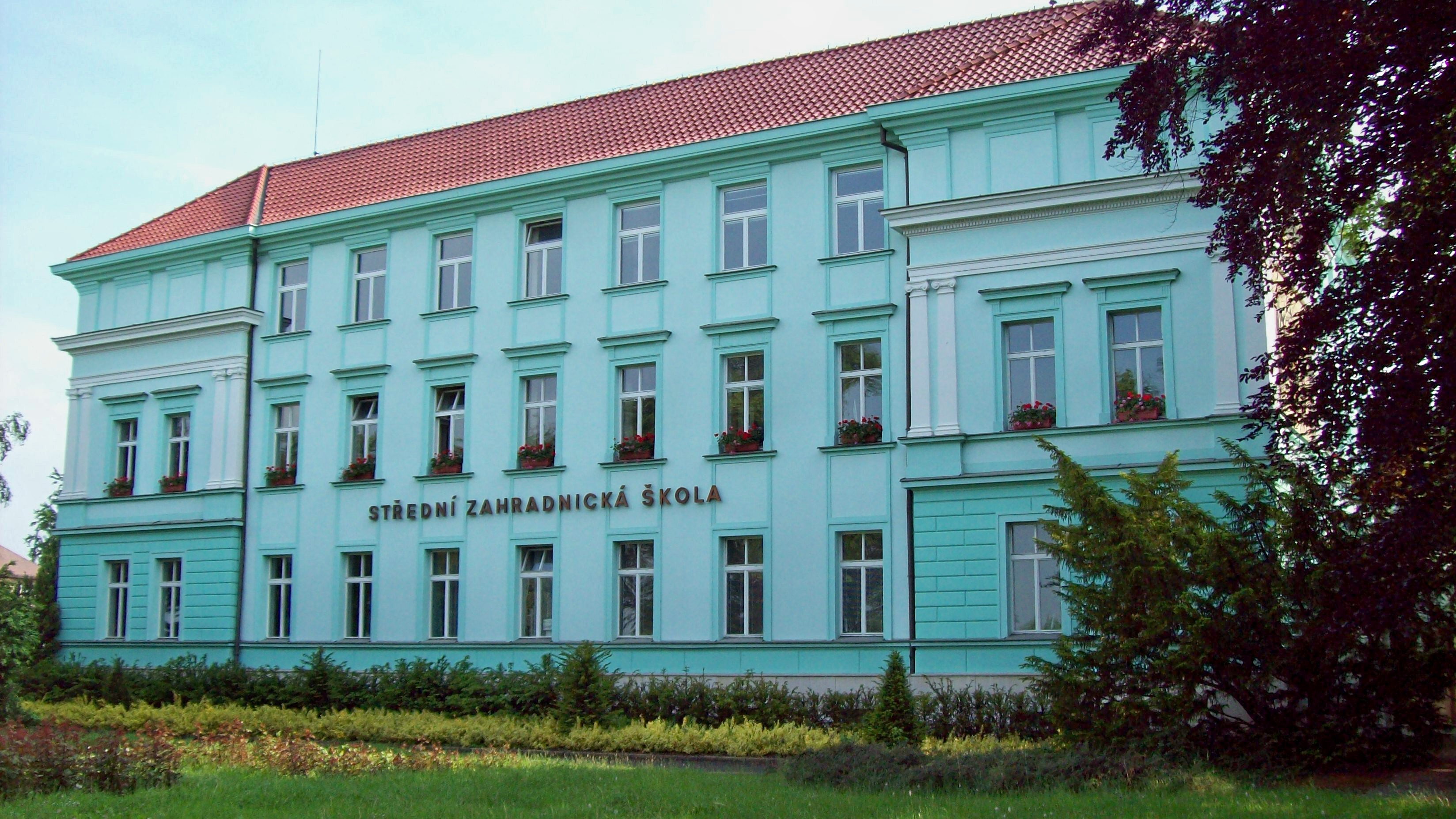
Česká zahradnická akademie
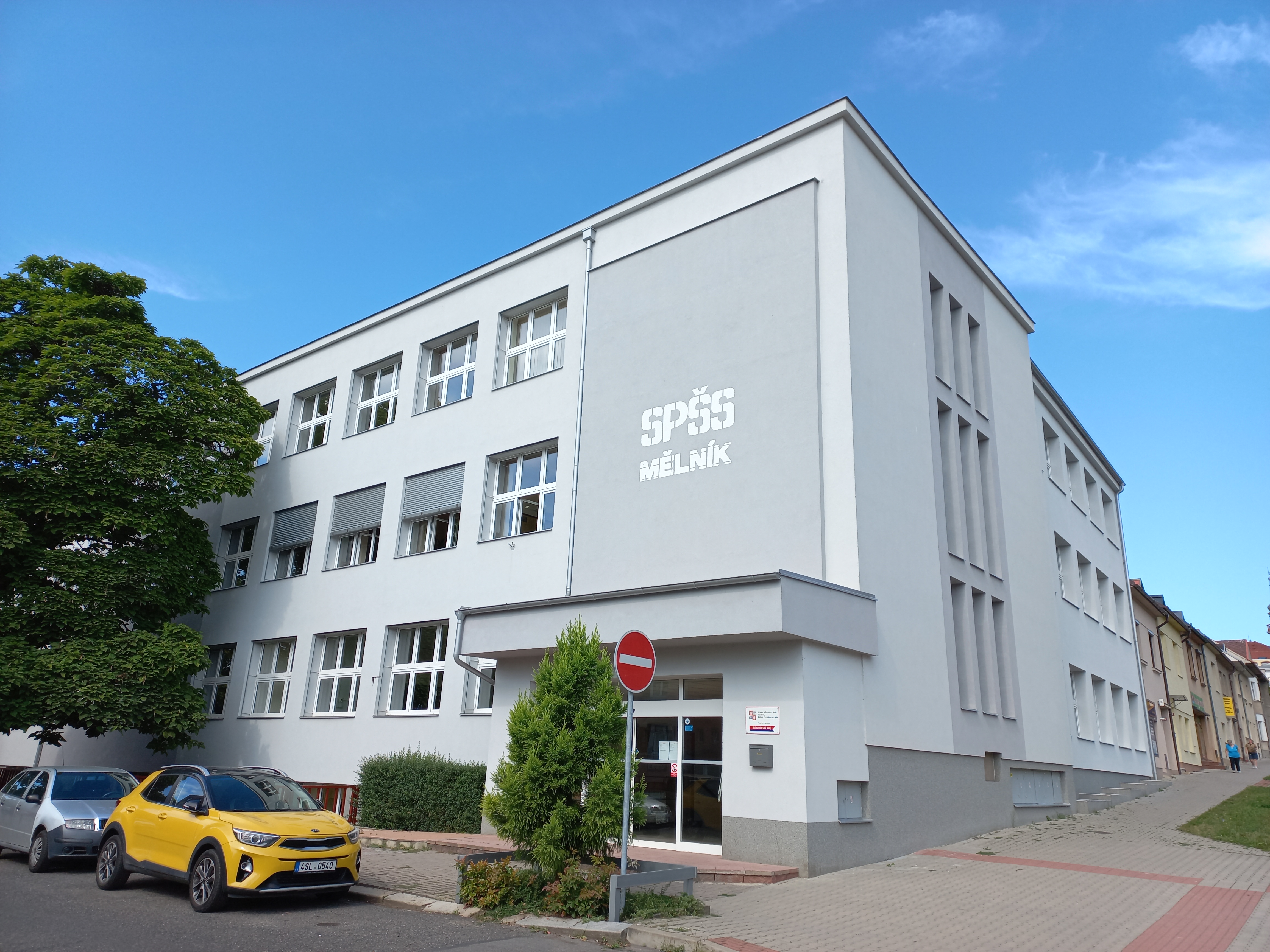
Střední průmyslová škola stavební
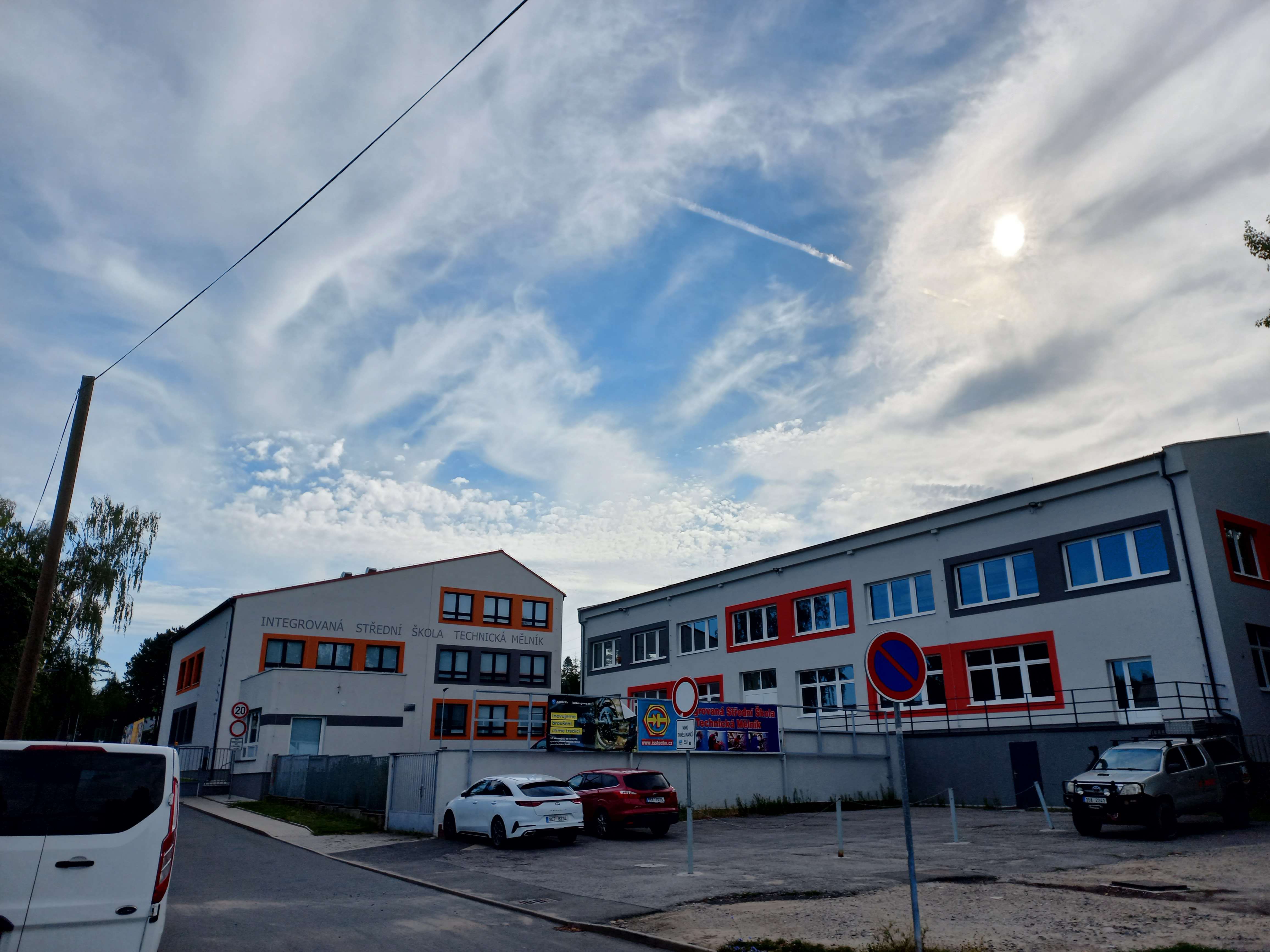
Integrovaná střední škola technická Mělník

### Městská knihovna Mělnického kulturního centra
První veřejná knihovna v Mělníku vznikla v roce 1846 z příspěvků vlastenců. Prvním knihovníkem byl učitel Josef Věnceslav Vlasák. Mělník byl jedním ze zakládajících členů Matice české, proto knihovna získávala téměř všechny vycházející české knihy.
V době Bachova absolutismu byla její činnost zastavena a teprve v roce 1876 se usneslo obecní zastupitelstvo o obnovení její činnosti. Na návrh Sokola byla knihovna sloučena se spolkovými a měla vykonávat funkci městské i okresní knihovny. Okresní knihovna Františka Palackého byla založena v roce 1900, v roce 1908 ji převzala čítárenská komise. Po vypuknutí první světové války byla čítárenská komise zrušena, knihovna i čítárna byly uzavřeny. Po vydání zákona o veřejných knihovnách obecních knihovnách v roce 1919 knihovna činnost obnovila. V roce 1936 se přestěhovala do nově postaveného Masarykova kulturního domu, v roce 1938 nastoupil první profesionální knihovník. 1. května 1950 se stala okresní knihovnou a metodickým centrem knihoven regionu.
V roce 1980 se z Masarykova kulturního domu knihovna přestěhovala do vily Karoly, prostory v kulturním domě byly dlouhodobě nedostačující, slavnostní otevření bylo 16. ledna 1981. O roku 1993 byla zahájena automatizace zpracování knih a následně automatizovaný výpůjční protokol, v roce 1998 byl zpřístupněn Internet.
Od 1. ledna 2000 je zřizovatelem knihovny město Mělník, od 1. 7. 2012 je knihovna součástí Mělnického kulturního centra o.p.s.

### Regionální muzeum Mělník
Předchůdcem dnešního Regionálního muzea Mělník, příspěvkové organizace zřizované Středočeským krajem bylo krajinské museum.
Myšlenku zřízení muzea vyslovil v roce 1886 ředitel měšťanské dívčí školy Ludvík Böhm a 21. března 1888 se konala ustavující valná hromada muzea. Umístění získalo muzeum v budově radnice, brzy po dohodě s knížetem Jiřím Lobkowiczem si spolek pronajal místnosti v mělnickém zámku a veřejnosti byly v roce 1892 poprvé představeny sbírky krajinského muzea. V roce 1903 se muzeum přestěhovalo do soukromého bytu na Palackého náměstí, následně do domu mělnické spořitelny. V dalších letech se stěhovalo znovu do zámku, v novém kulturním domě muzeum získalo pouze jeden sál. Muzejní sbírky se trvale rozrůstaly, v roce 1960 se rozrostly také o fondy zrušených muzeí v Liběchově, Kostelci nad Labem, Nelahozevsi a Mšeně, následně část sbírek byla rozprodána nebo vrácena.
Od listopadu 1999 sídlí Regionální muzeum Mělník v bývalém kapucínském klášteře na Náměstí Míru čp. 54).
V muzeu jsou návštěvníkům přístupny stálé expozice Historické kočárky, Nahlédnutí do středověkého města, Vinařská expozice, Přírodovědecká expozice, Lidová architektura a Z historie malé železnice aneb železniční hračky. Mimo město je ve Lhotce u Mělníka další expozicí skalní byt pocházející pravděpodobně z poloviny 19. století (bylo to nejdéle obývané kokořínské skalní obydlí do roku 1982). Pravidelně muzeum pořádá krátkodobé výstavy, přednášky, koncerty a další kulturní akce. V muzeu je kavárna s nabídkou mělnických vín a v původních gotických sklepeních se provádí degustace vín.
Ve městě sídlí Správa chráněné krajinné oblasti Kokořínsko – Máchův kraj.

## Zajímavosti
- Město téhož jména (Мелник) se nachází i v Bulharsku v Blagoevgradské oblasti a má rovněž vinohradnickou tradici, vína z této oblasti se dají koupit i v České republice, nesou označení Melnik.
- Nejen díky vinařství je mělnický kopec protkán sítí podzemních prostorů, jež jsou postupně zpřístupňovány. Za příklad může sloužit nejširší studna v České republice (průměr 4,54 m, hloubka 54 /56/ m).[30][31]
- Czech Racing Team a město Mělník pořádají ve městě na uzavřených silnicích Mělnický okruh, závod motocyklů, sidecarů a automobilů.
- Město se objevilo v řadě seriálů a filmů, např. v Básnické hexalogii režiséra Dušana Kleina (Jak svět přichází o básníky, Jak básníci přicházejí o iluze, Jak básníkům chutná život a další) nebo Létající Čestmír.[32]
- V oblasti Mělnicka se také odehrávají některé historické romány Eduarda Štorcha.

## Ceny města Mělníka
Ceny města Mělníka byly poprvé uděleny v roce 2004 při oslavách 730. výročí první dochované zmínky o Mělníku jako městě. Myšlenka vyznamenat a ocenit osobnosti, které svým talentem a svými schopnostmi, prací nebo statečností prospěli svému městu, vznikla v roce 2003. Městské zastupitelstvo schválilo v lednu 2004 Vyhlášku o použití symbolů města, čestném občanství a cenách města Mělníka, která vymezuje druhy ocenění a popisuje hlediska, podle nichž jsou jednotlivé ceny udělovány.
Návrhy osobností k vyznamenání může podávat každý občan splňující podmínky voliče dle volebního zákona. Je nutné uvést identifikační údaje navržené osobnosti, podrobné zdůvodnění návrhu a kontaktní údaje navrhovatele. O udělení ceny města rozhoduje Zastupitelstvo města Mělníka.
Zlatý řád města Mělníka je udělován především:
- za mimořádné a dlouhodobé aktivity v uměleckých oborech a v oblasti sportu, které reprezentují město Mělník
- za mimořádnou a dlouhodobou činnost v různých oblastech lidské činnosti, která přispívá  k rozvoji nebo reprezentaci města Mělníka
- za mimořádný čin vysoké morální hodnoty

Stříbrný řád města Mělníka je udělován především:
- za mimořádnou reprezentaci města v oblasti umění a sportu
- za významné aktivity přispívající k rozvoji nebo reprezentaci města v různých oblastech lidské činnosti

Bronzový řád města Mělníka je udělován především:
- jako ocenění přínosu k rozvoji města
- jako ocenění mimořádně přínosné činnosti ve prospěch města Mělníka

Plaketa města Mělníka je udělována především jako ocenění významné osoby, nebo představitele významné instituce při její návštěvě ve městě nebo ocenění váženého občana města při mimořádné příležitosti.

## Pamětihodnosti

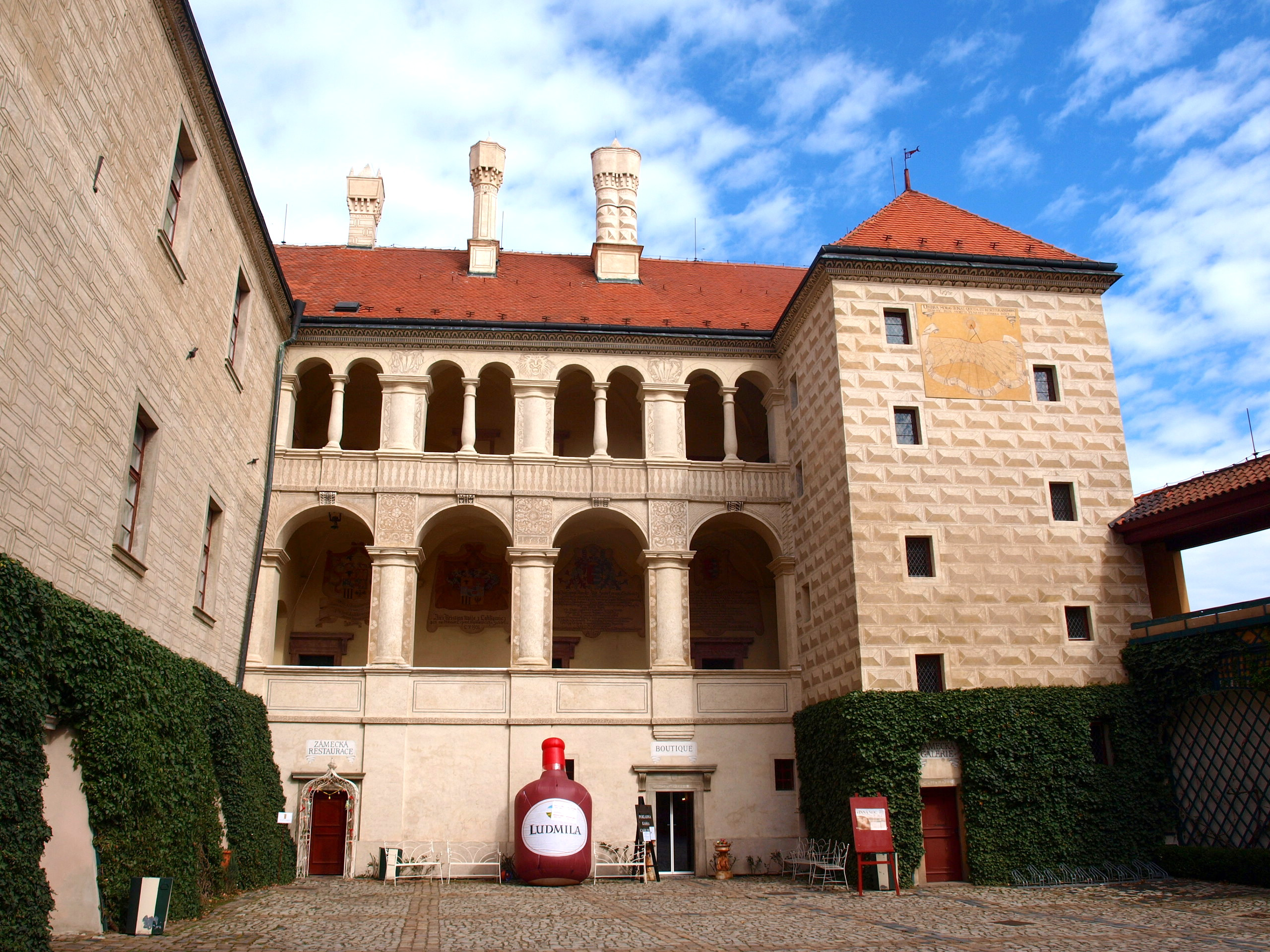
Nádvoří mělnického zámku

- Mělnický zámek, postavený v barokním slohu na vyvýšeném místě nad řekou, původně středověký hrad, z něhož se zachovala klenutá síň v západním křídle a brána z 15. století. Hrad původně sloužil jako sídlo ovdovělých českých královen. Po roce 1550 bylo přistavěno renesanční severní křídlo s lodžiemi, po roce 1690 přistavěno jižní křídlo s arkádami a po roce 1925 upravena vinárna s terasou.
- Radnice, původně rychta z roku 1398, od roku 1449 radnice, přestavěna po požáru roku 1793 a znovu roku 1889 a 1941.
- Gotický trojlodní kostel svatého Petra a Pavla, původně románský z 11. století, z něhož se zachovala spodní část věže. Přestavěn v letech 1480–1488 (klenba v lodi, věž) a po roce 1516 (nový presbytář, klenba hlavní lodi a krypta). V kněžišti je sanktuář z roku 1530 a renesanční lavice. V sakristii je náhrobek probošta Jana z Landštejna z roku 1389.
- Kostnice v kryptě pod presbytářem kostela sv. Petra a Pavla, jedna z největších v Česku, je veřejně přístupná.
- Mělnické podzemí, propojující sklepení pod celým historickým jádrem města; část radničních sklepů s nejširší studnou v Česku (průměr 4,5 m) pod náměstím je přístupná veřejnosti.
- Hřbitovní kostel sv. Ludmily z roku 1585, přestavěný 1683.
- Kapucínský klášter s kostelem Čtrnácti svatých pomocníků
- Renesanční a barokní domy na náměstí a v Palackého ulici.
- Pražská brána (kolem 1500) a zbytky hradeb s baštou a vodárenskou věží.
- Na vyhlídce za severním křídlem zámku stojí socha Karla IV. od Josefa Maxe z roku 1878.[33]
- Masarykův kulturní dům, významná a dobře zachovaná funkcionalistická divadelní stavba dokončená v roce 1936.[34]
- Soustava viničních tratí, které zasahují až do středu města (podzámčí) a také obepínají město v nesouvislém pásu od severu po jihovýchod a zahrnují řadu drobné architektury (viniční domky, hlásky, lisy, opěrné zdi), jež je částečně památkově chráněna.
- Balíkova vila
- Vila Karola
- Valinova vila
- Žilkova vila
- Židovský hřbitov

### Galerie

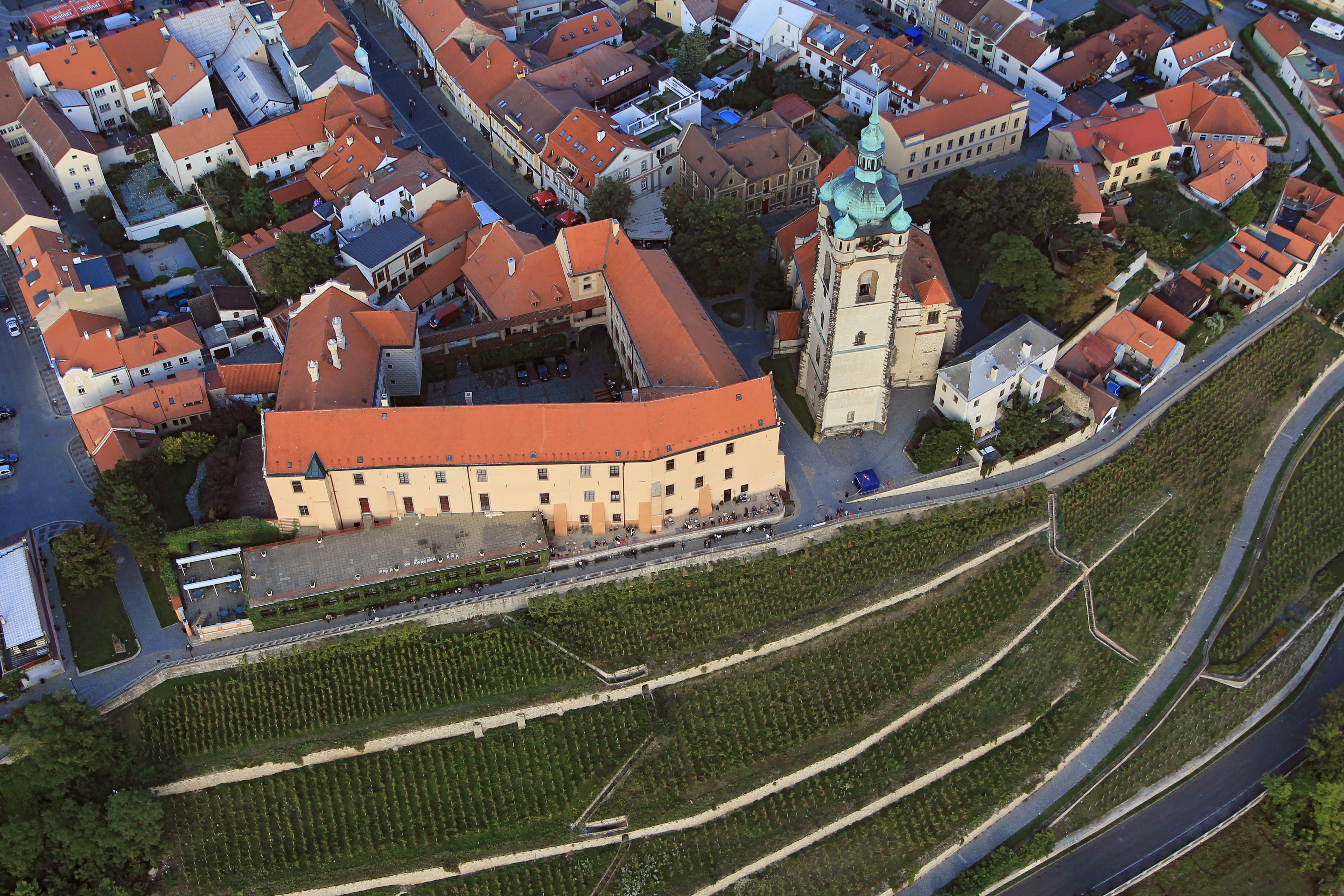
Mělnický zámek a kostel – letecký pohled
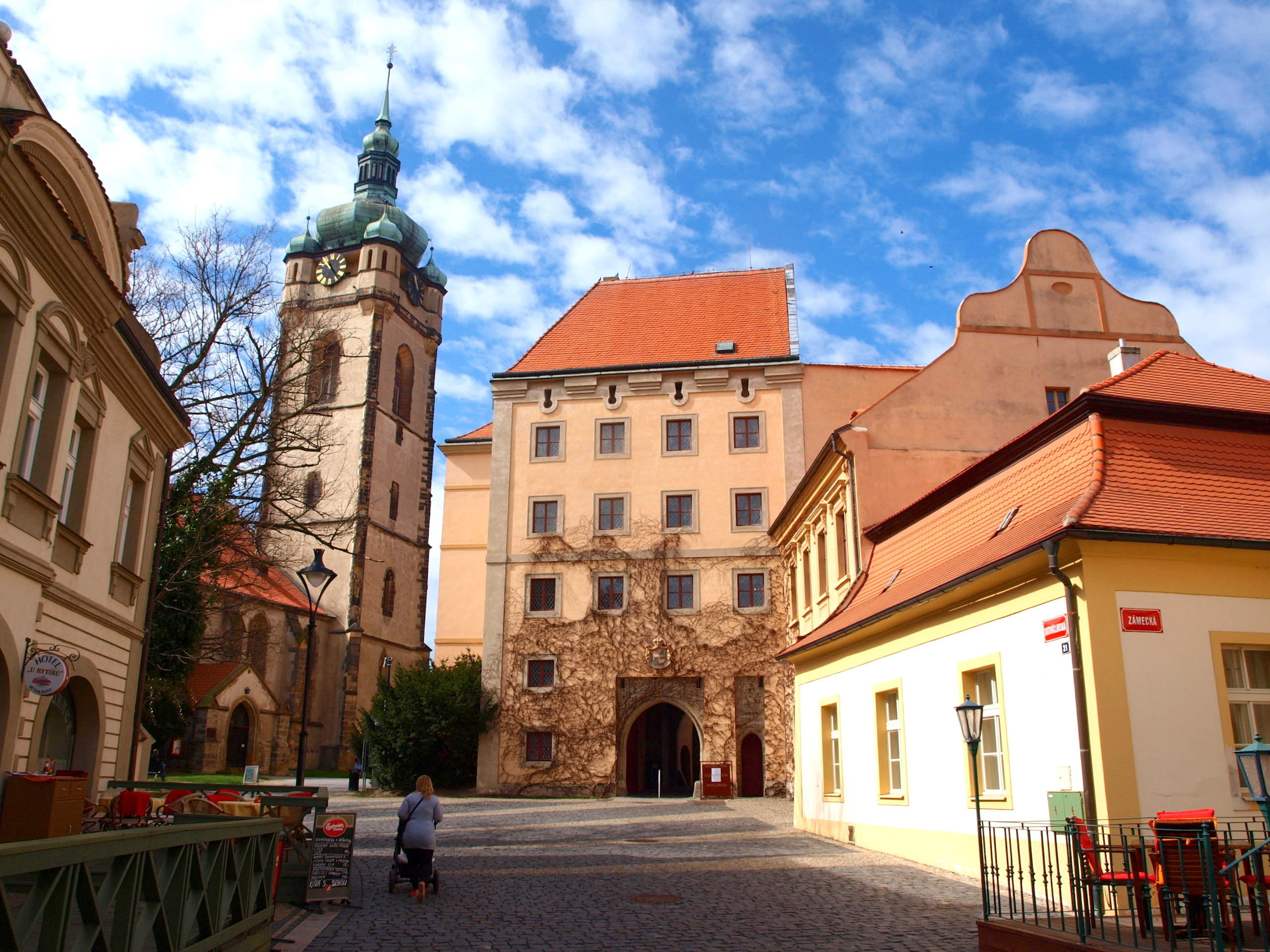
Mělnický zámek ze Svatováclavské ulice
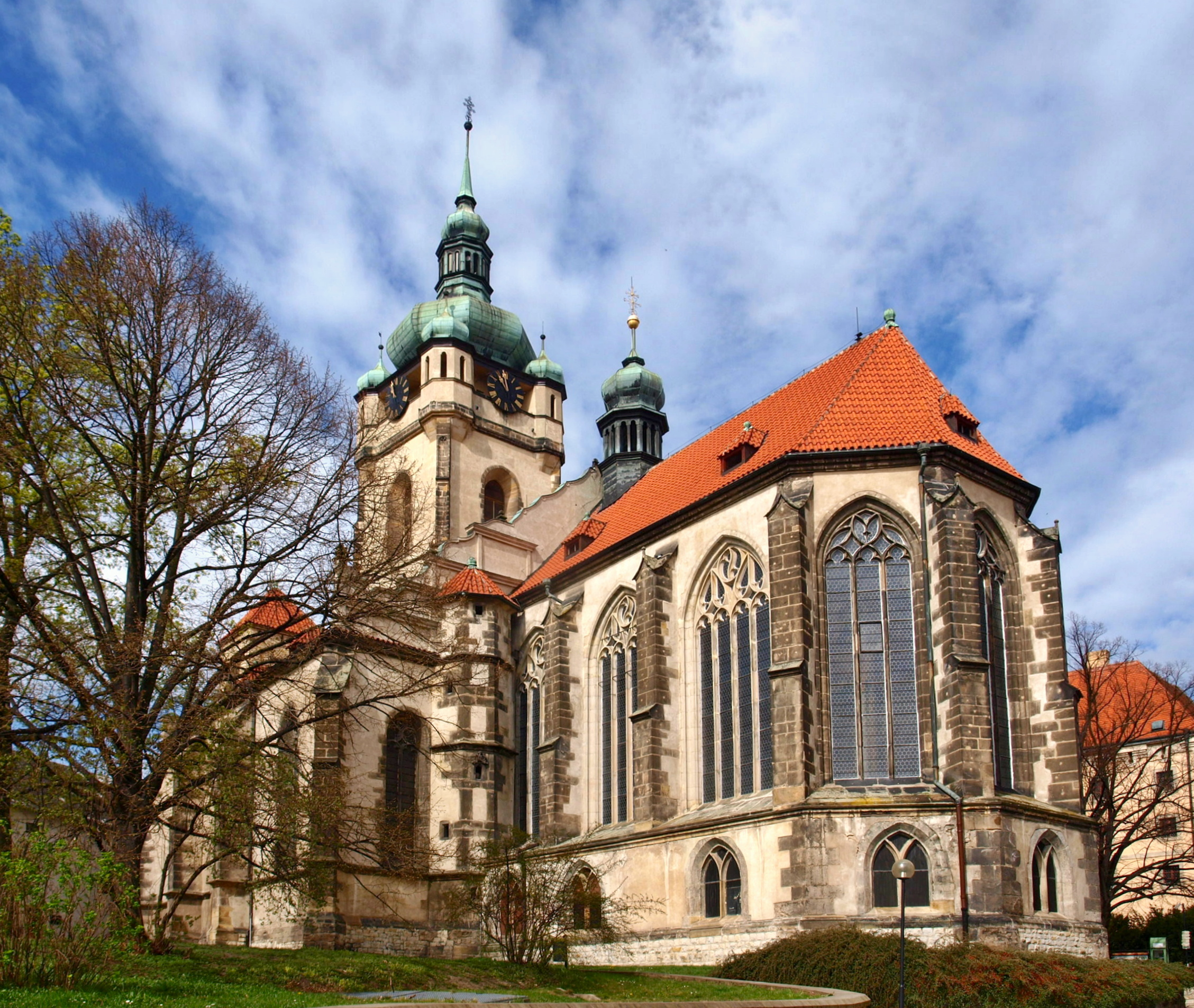
Kostel svatého Petra a Pavla od východu
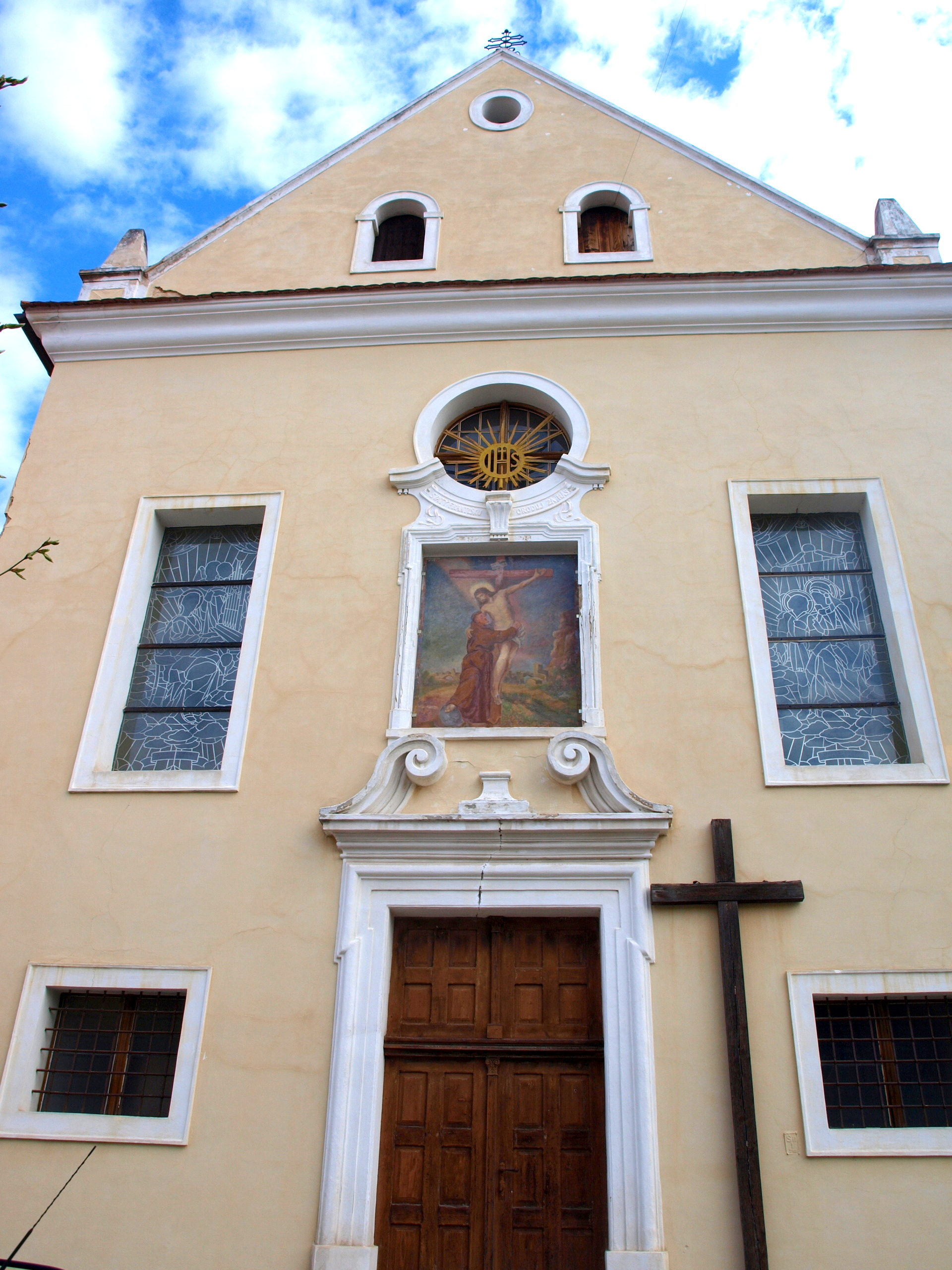
Kapucínský kostel Čtrnácti svatých pomocníků
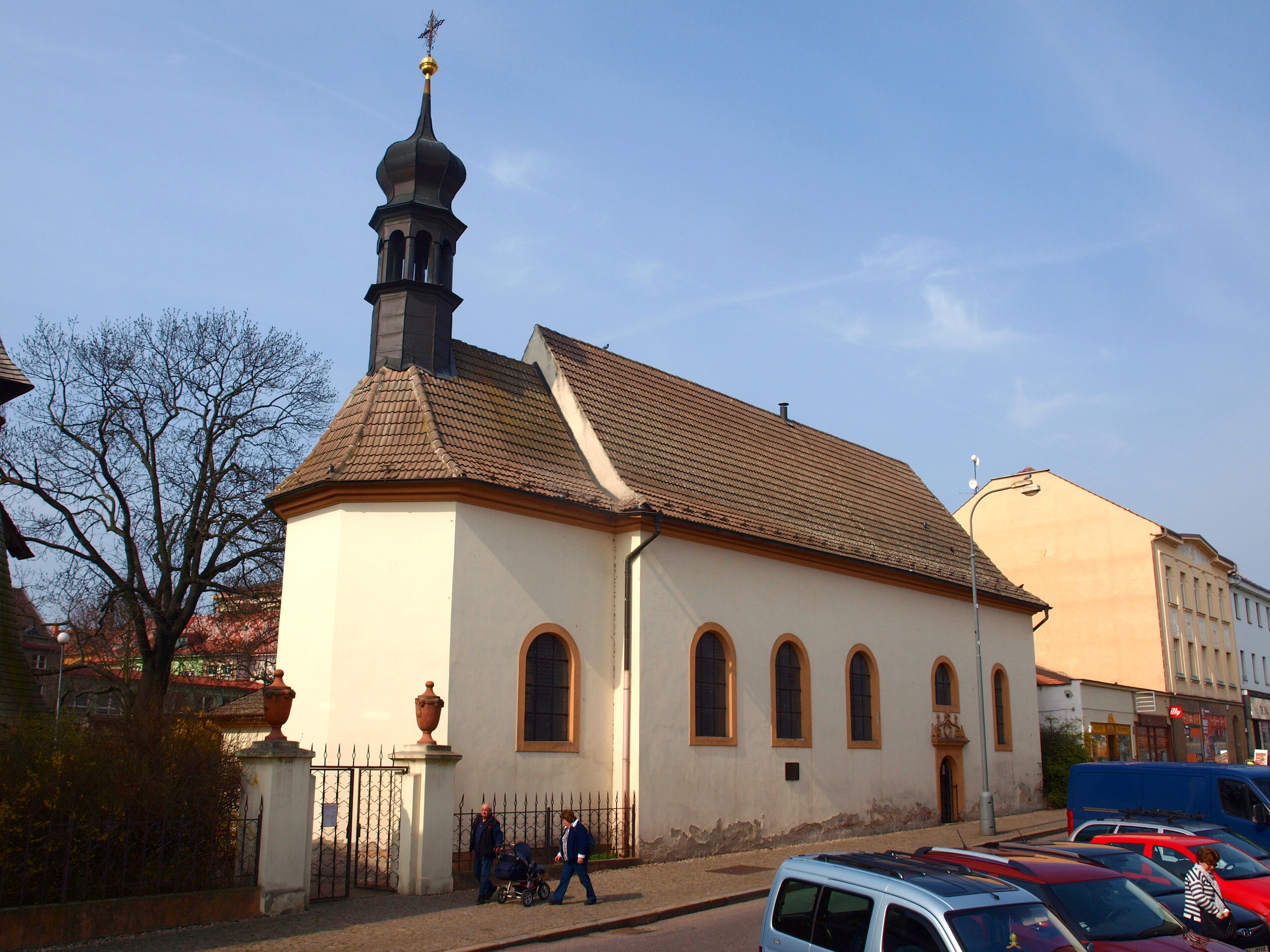
Kostel svaté Ludmily z roku 1585
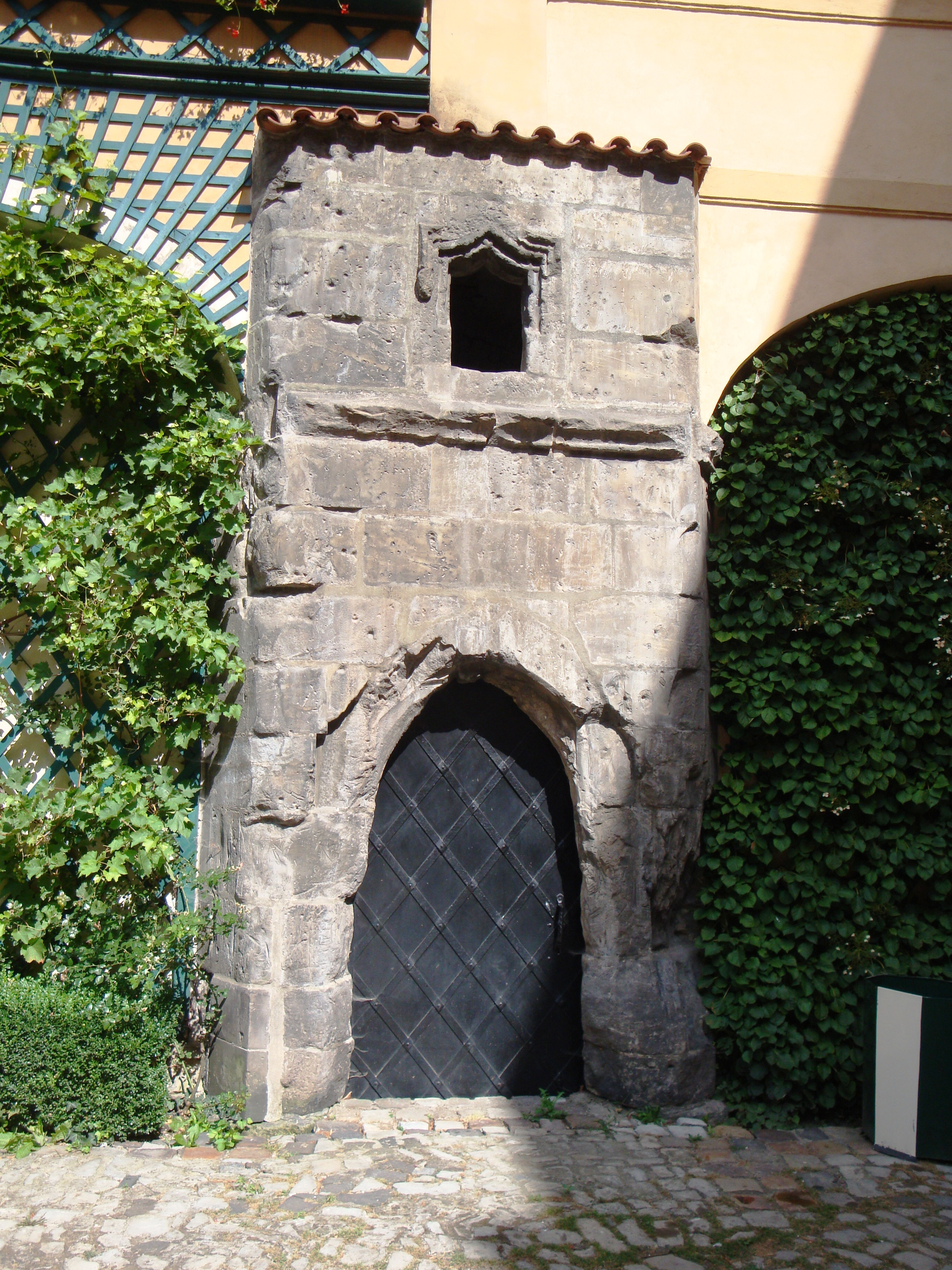
Zámek, středověká brána
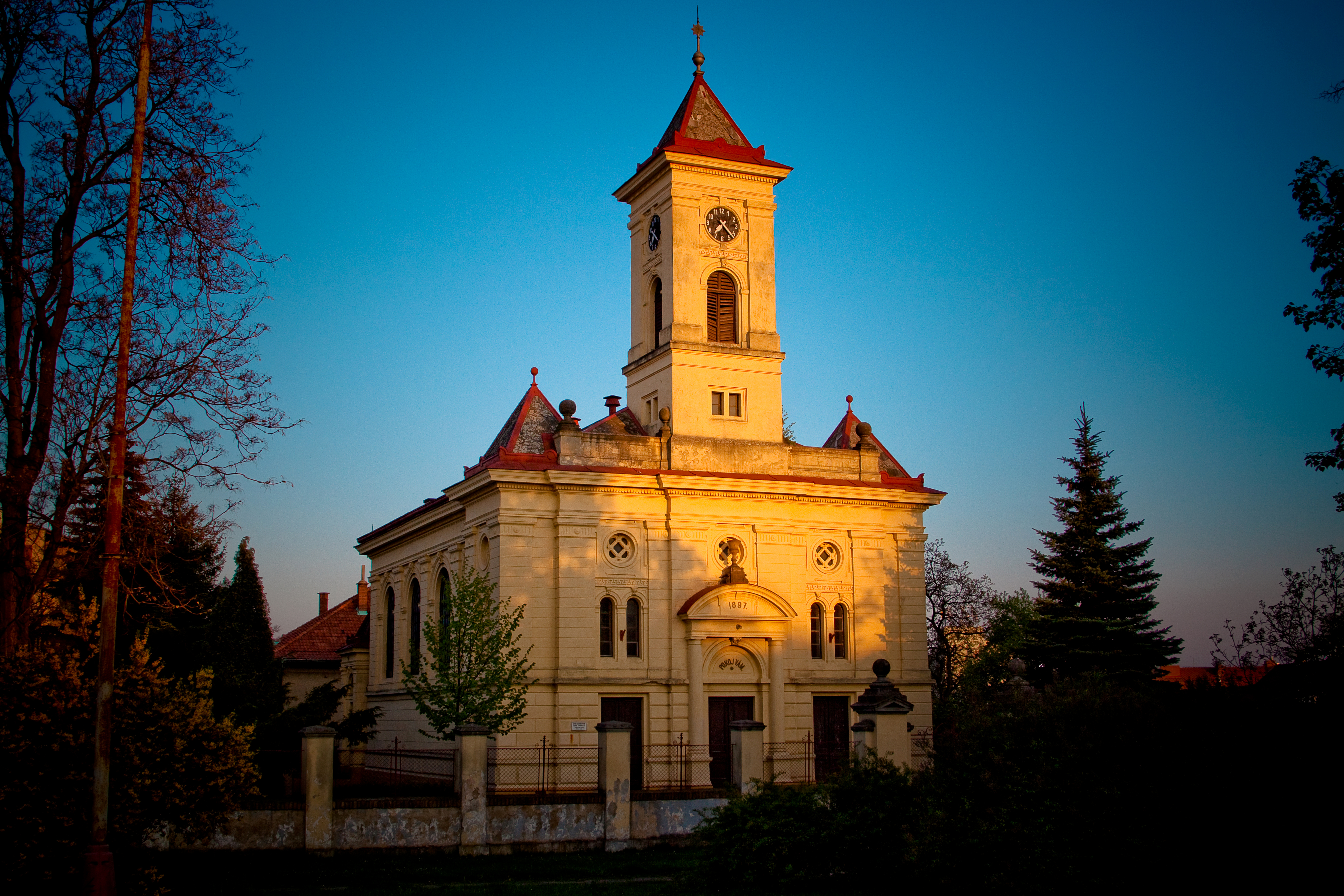
Evangelický kostel
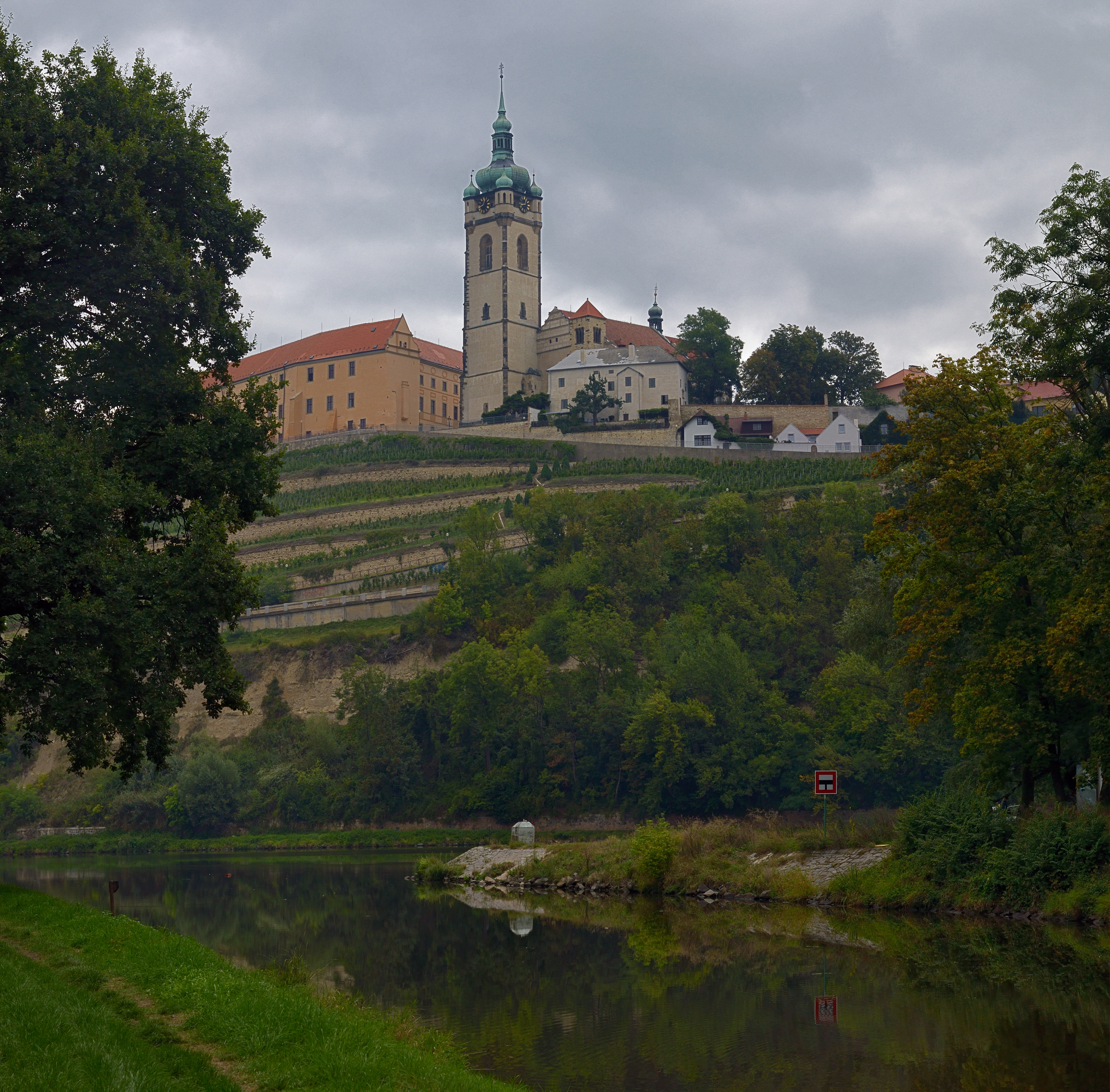
Zámek nad soutokem Vltavy a Labe
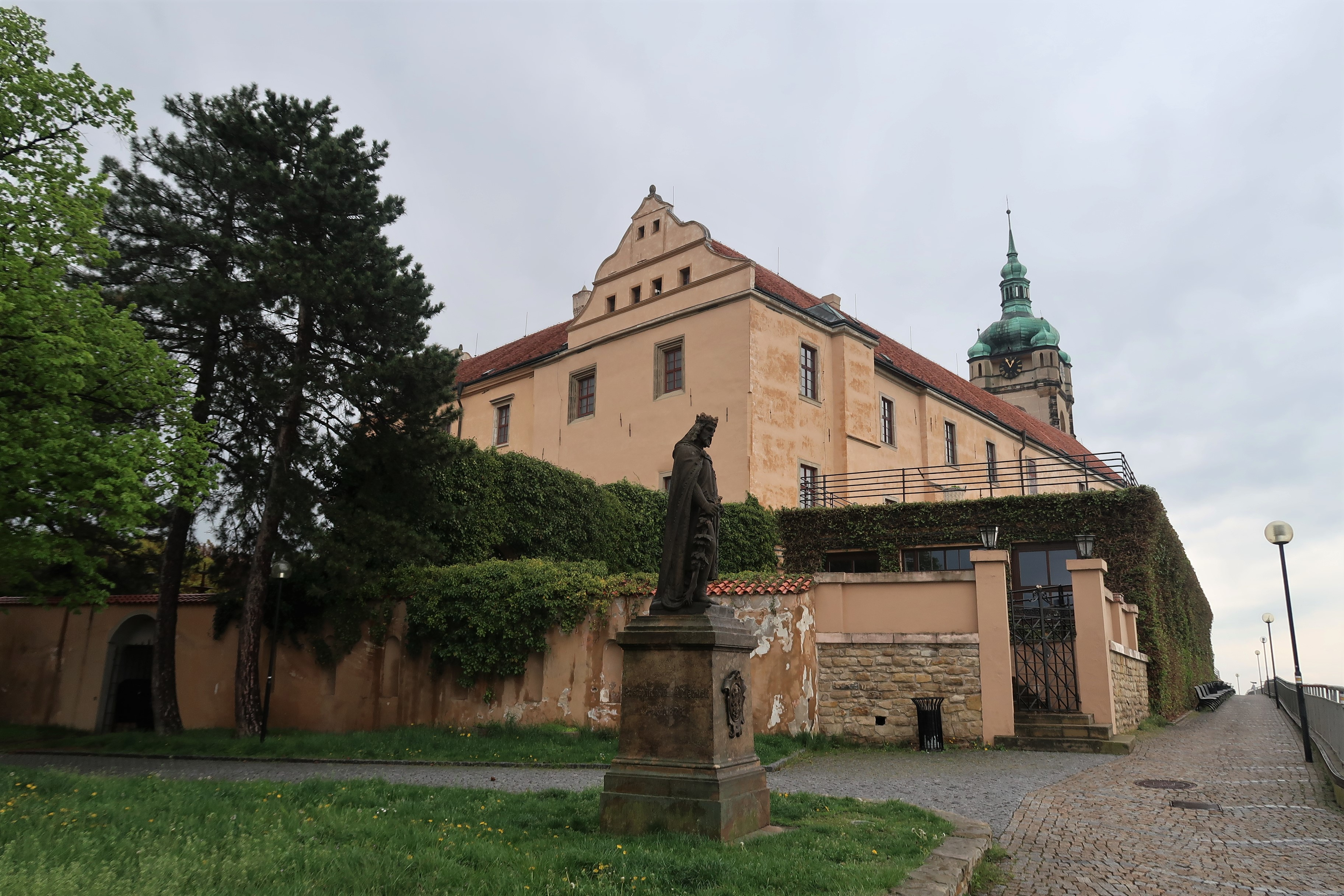
Socha Karla IV. před zámkem
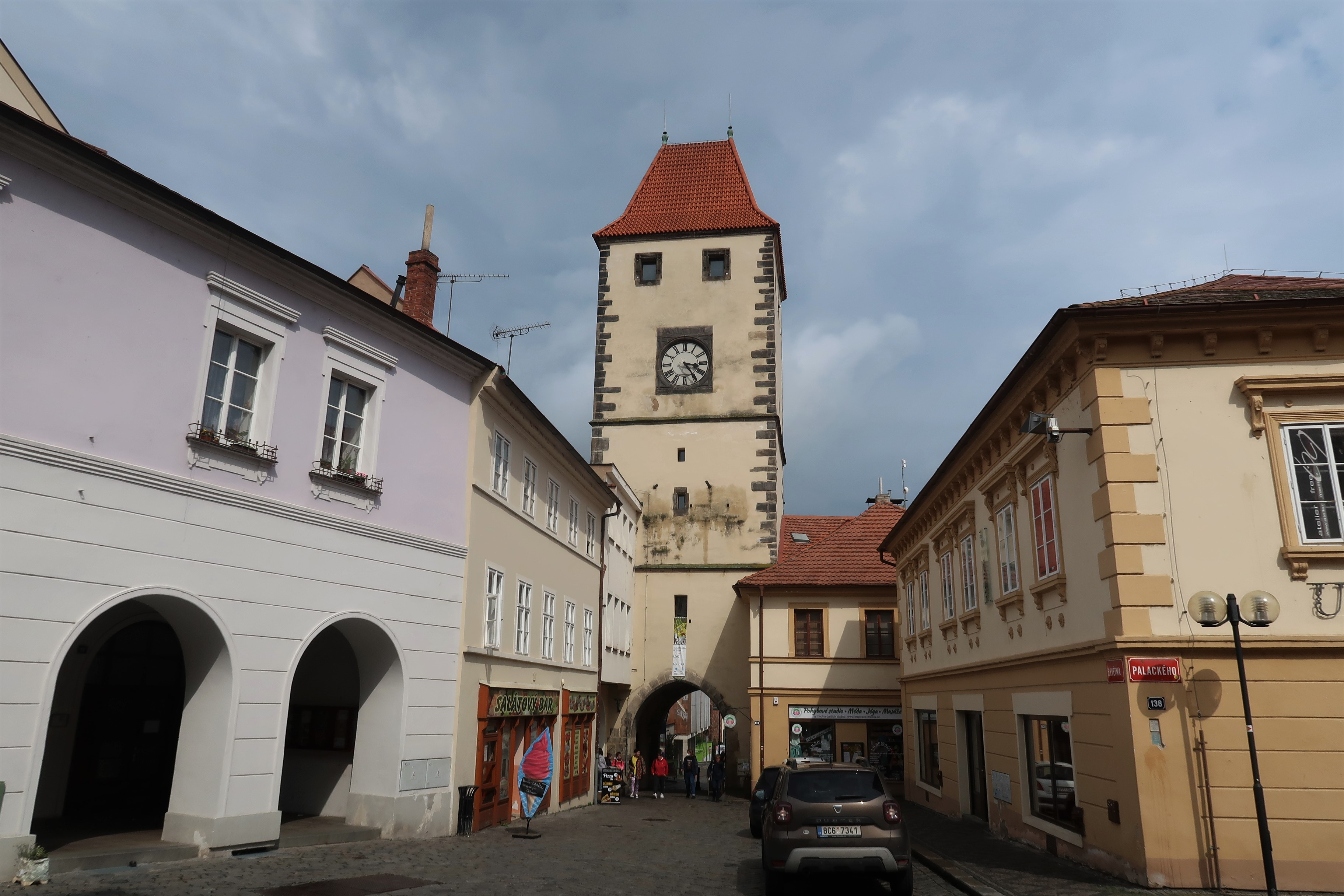
Pražská brána v ulici 5. května
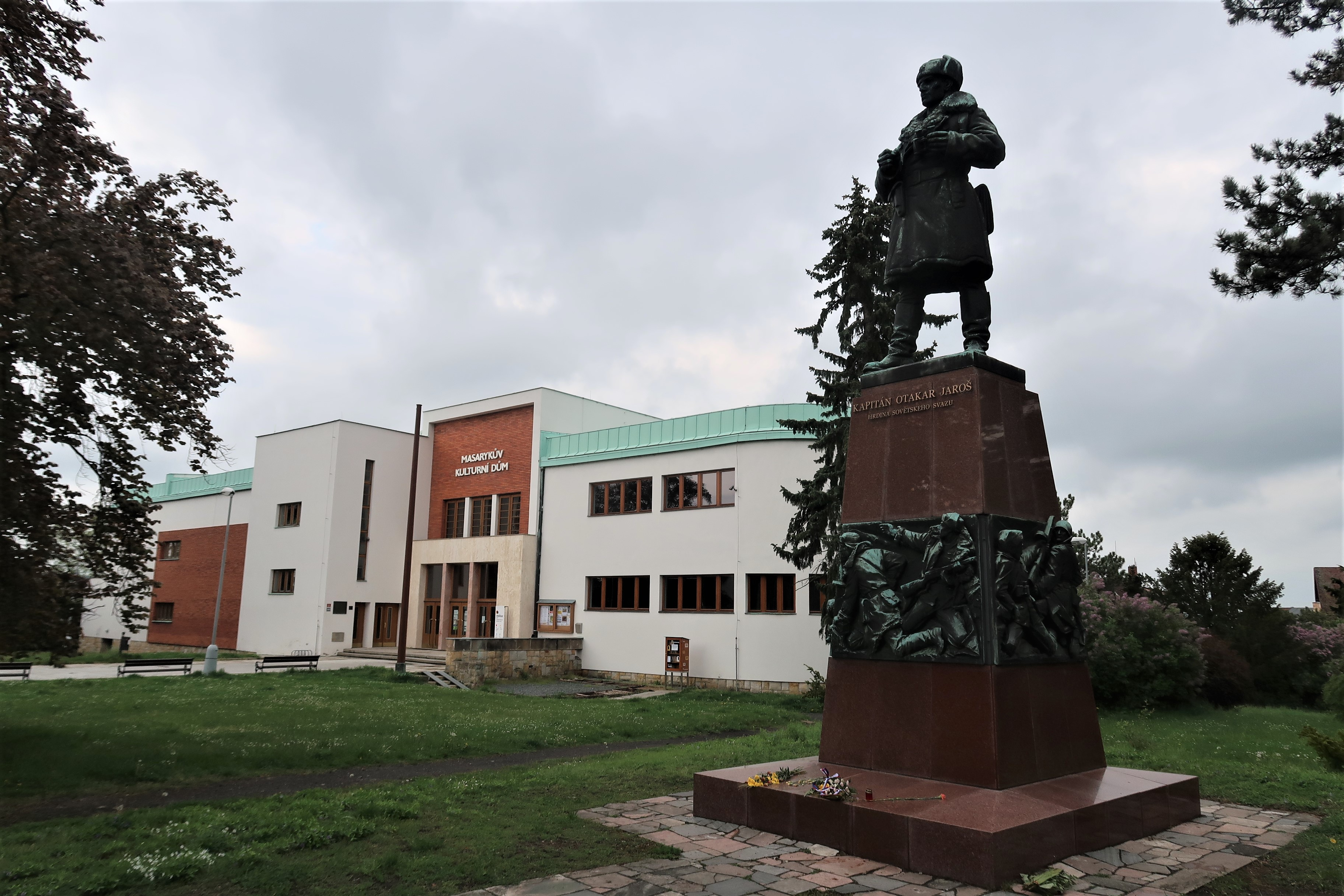
Kulturní dům a socha kpt. Otakara Jaroše
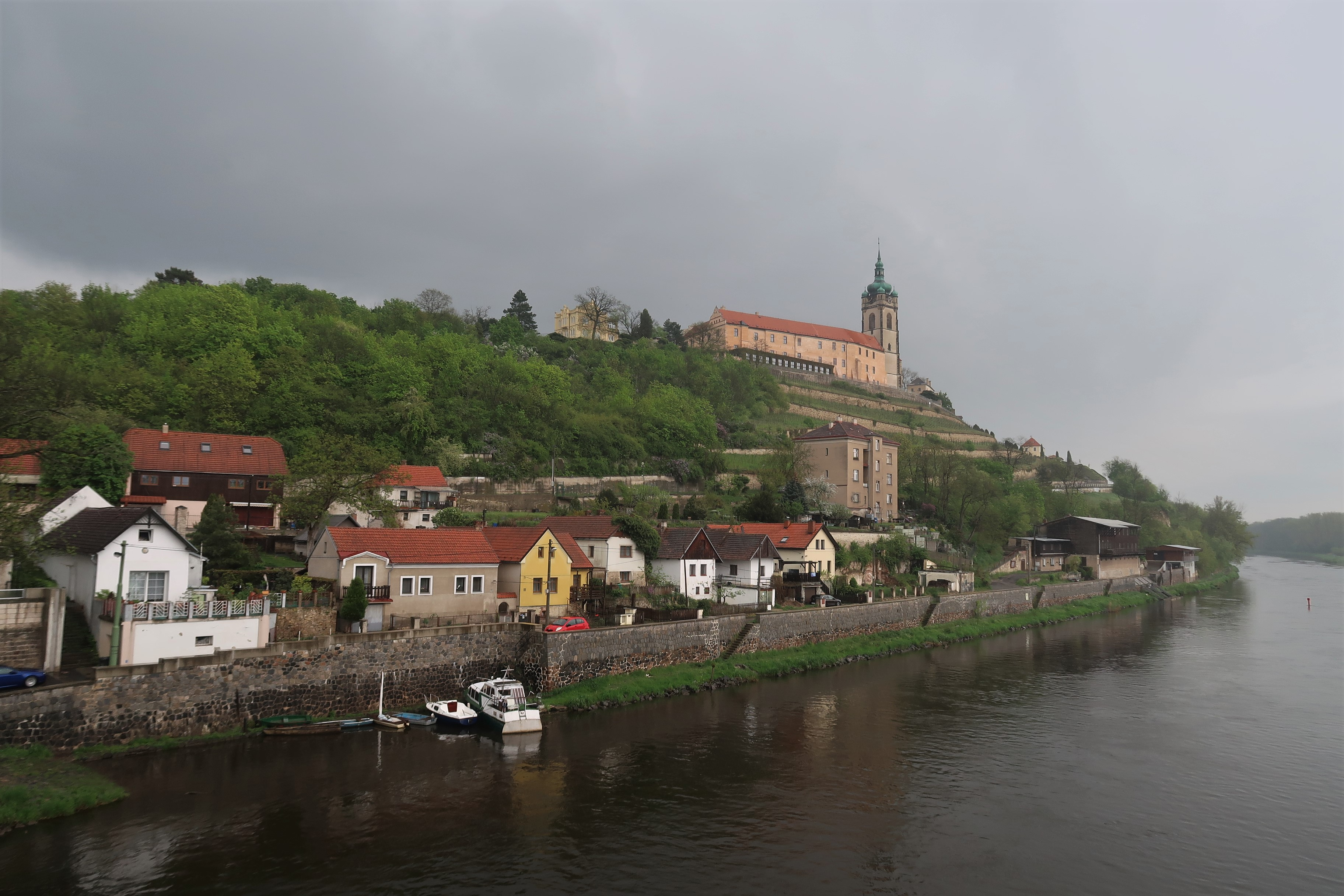
Panorama z mostu Josefa Straky
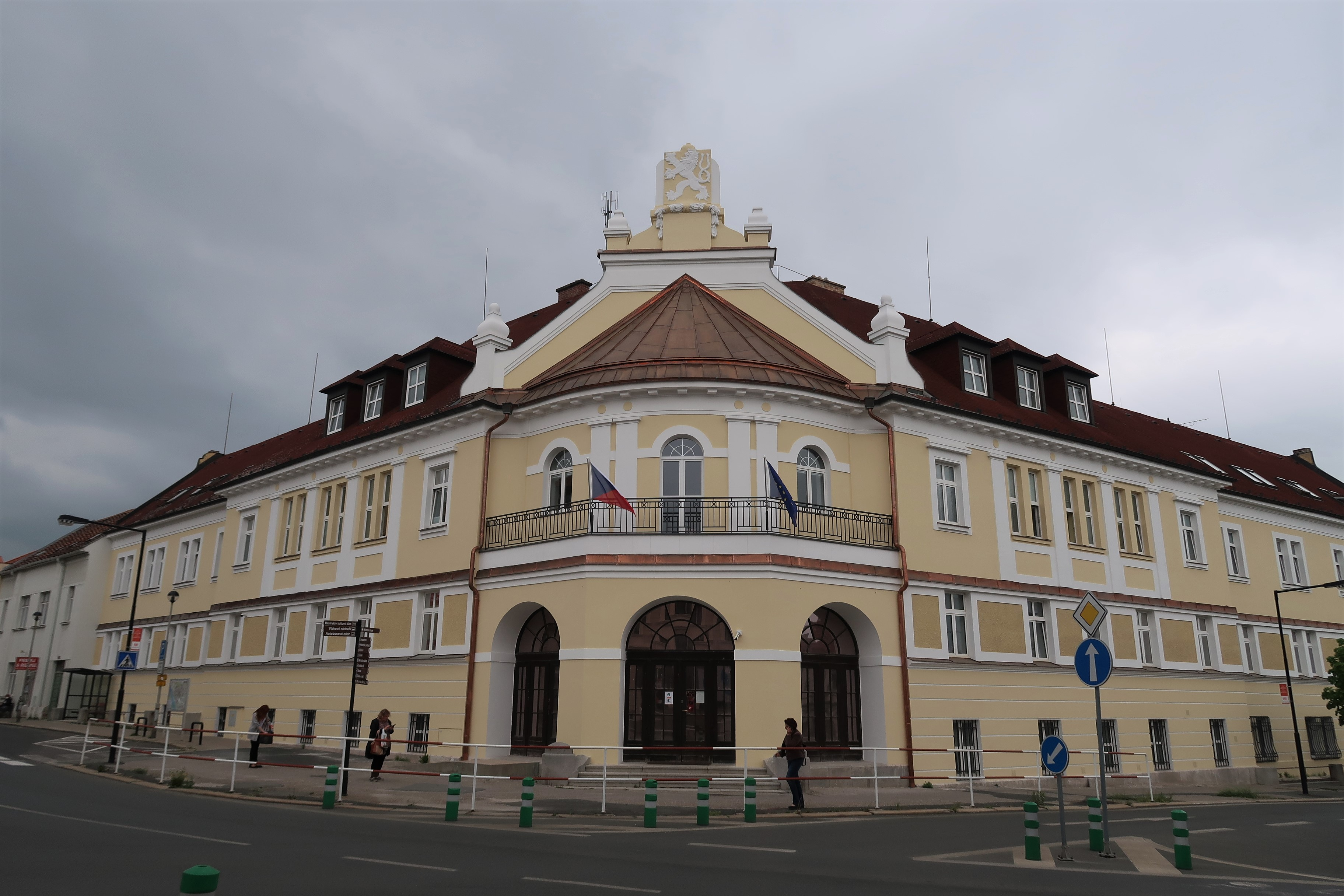
Okresní soud v Pražské ulici

## Osobnosti spjaté s Mělnickem
Osoby zvýrazněné tučně jsou mělnickými rodáky.

### Zemřelí[35]

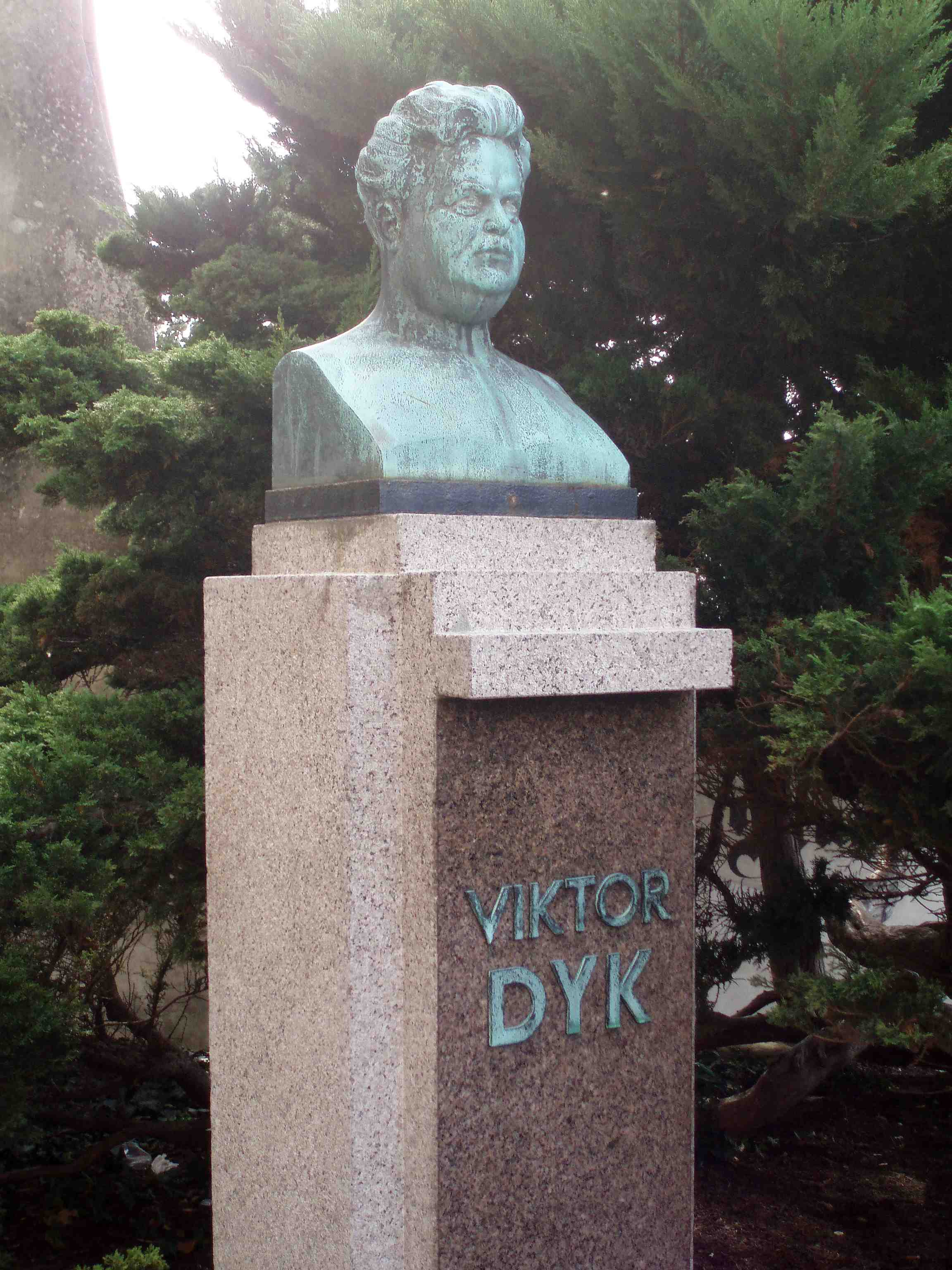
Památník Viktora Dyka v Mělníku

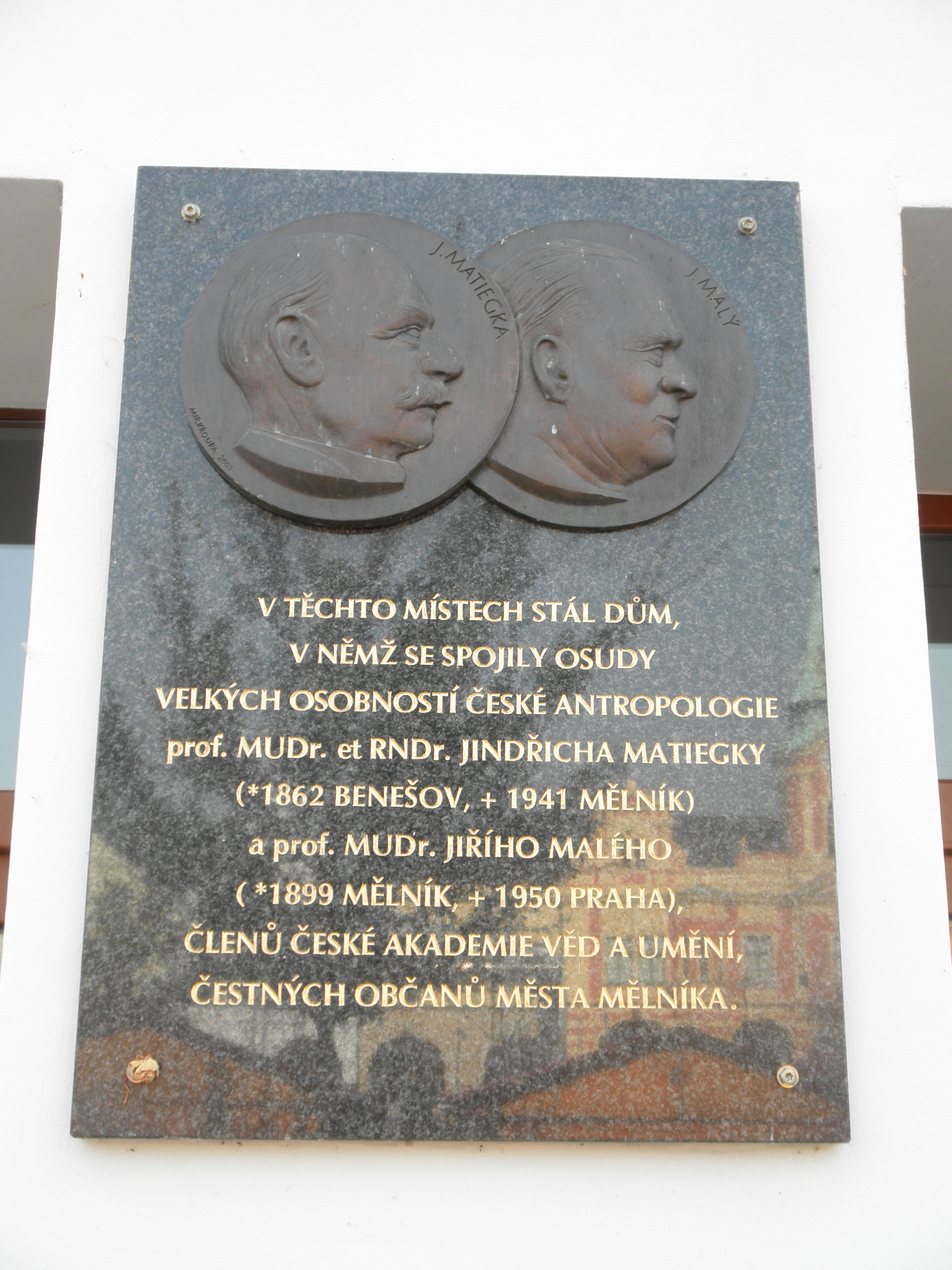
Pamětní deska Jindřicha Matějky a Jiřího Malého

- Jaroslav Anděl (1912–2007), právník, publicista a veslař
- Bedřich Andr (přelom 19. a 20. století), košíkář, pedagog, první správce mistrovské školy košíkářské na Mělníku
- Josef Andr (1898–1944), účastník domácího protifašistického odboje, popraven v Praze-Pankrác
- Josef Aust (19. století), farář v Čečelicích a Hoříně, poutník do Říma
- Josef Auštěcký (1827–1871), učitel, redaktor a překladatel, narozený v Mlazicích
- Alois Balík (1854–?), právník a advokát, předseda právovárečného měšťanstva a ředitel mělnické Městské spořitelny, člen domácího protirakouského odboje za první světové války
- Barbora Celská (1392–1451), česká a uherské královna, druhá manželka Zikmunda Lucemburského, jako vdova dožila na Mělníku
- Barbora Josefa Bečvářová (1893–1960), soudní úřednice a spisovatelka
- Kamil Bednář (1912-1972), básník, prozaik, překladatel a dramatik
- Jaroslav Benda (1901–1942), hodinář, zlatník, významný činovník mělnického Sokola
- Josef Bernát (1835–1915), mělnický probošt, pochován na hřbitově sv. Václava na Mělníku
- Ludvík Böhm (1835–1908), historik, pedagog, odborný publicista, novinář, překladatel z ruštiny a němčiny, divadelní ochotník
- Jan Josef Brixí (1719–1762), kantor, varhaník, hudební skladatel
- Bohuslav Bubník (1918-2012), veřejný činitel, účastník domácího protifašistického odboje
- Vojtěch Budinský-Krička (1903–1993), slovenský archeolog, vytvořil v Mělníku muzejní expozici
- Ferdinand Čáslavský (1857–1943), pedagog, odborný spisovatel pedagogických textů, překladatel z polštiny
- Josef Černický (1887–1943), majitel tiskárny, účastník domácího protifašistického odboje, popraven za odbojovou činnost
- Jaroslav Čumpelík (1917–1942), účastník domácího protifašistického odboje, popraven zastřelením na střelnici v Praze-Kobylisích
- Vladimír Dědek (1934–2000), režisér, předseda Nového divadla na Mělníce, ochotník, spoluzakladatel OF na Mělníku
- Václav Drobný (1980–2012), fotbalista
- Alois Dvořák (1856–1941), advokát, zakladatel Pěveckého mělnického kvarteta, bývalý předseda Spolku šachistů na Mělníku
- Viktor Dyk (1877–1931), básník, spisovatel a politik, narozený na Pšovce
- Eliška Přemyslovna (1292–1330), česká královna, manželka Jana Lucemburského, dlouhodobě pobývala na Mělníku, založila špitál pro chudé na Pšovce, porodila na Mělníce syna Jana Jindřicha
- Emma Burgundská (asi 948–1006), manželka knížete Boleslava II., dlouhodobě pobývala na hradišti a vdovském sídle Mělníku, ve městě byly za jejího života raženy stříbrné denáry
- František Erban (1896–1967), veterinární lékař, účastník domácího protifašistického odboje, po osvobození byl předsedou mělnikcého revolučního okresního národního výboru
- Bohuslav Feix (1921–1977), ředitel zahradnické školy (1954–1970), květinář, pedagog
- Adolf Fišer (1878–?), ředitel vinařsko-ovocnářské školy
- Karel Fořt (1852–1926), první ředitel vinařsko-ovocnářské školy (1885–1922)
- František Fridrich (1829–1892), světově proslulý fotograf
- Jan Vojtěch Gemerich rytíř z Neubergu
- Václav Haupt (1829–?), obchodník, dlouholetý purkmistr města Mělník (1876-1897), čestný občan města od roku 1886
- Kamil Hilbert (1869–1933), architekt, provedl rekonstrukci kostela sv. Petra a Pavla
- Jakub Horčický z Tepence (1575–1622), lékař a farmakolog, správce mělnického zámku
- Josef Hořejší (1910–1950), mělnický výrobce kočárků, oběť komunismu
- Antonín Huml též Gumel Anton Josifovič (1871–1946), hudební skladatel, pedagog, sbormistr a dirigent, pochován na mělnickém hřbitově
- Josef Hüttel (1893–1951), hudební pedagog, dirigent a skladatel
- Jan Eduard z Neuberka (1834–1892), velkostatkář a poslanec, čestný občan města
- Jan Jindřich Lucemburský (1322–1375), mladší bratr Karla IV.
- Otakar Jaroš (1912–1943), účastník zahraničního odboje, v Mělníku studoval gymnázium
- Johana z Rožmitálu (asi 1430–1475), manželka Jiřího z Poděbrad, zemřela v Mělníku a odkázala značný majetek kapitule
- Karel IV. (1316–1378), ustanovil Mělník věnným městem a dle legendy dal podnět k zakládání vinic
- Natalena Koroleva (1888–1966), ukrajinská exilová spisovatelka, v Mělníku žila a zemřela
- Vilém Kraus starší (1924–2013), vinař, studoval na zahradnické škole
- Vilém Kraus (1950–2004), vinařský odborník a pedagog
- Jaroslav Krombholc (1918–1983), dirigent a skladatel, pohřben na hřbitově sv. Václava spolu s manželkou, pěvkyní Marií Tauberovou-Krombholcovou
- Leoš Kubíček (1887–1974), sochař a řezbář, v Mělníku se krátce učil
- Václav Levý (1820–1870), sochař, autor výzdoby jeskyně Klácelka u Liběchova
- Svatá Ludmila (asi 860–921), manželka Bořivoje I. a babička sv. Václava, podle některých zdrojů původem z Mělníka (Pšova)
- Vincenc Makovský (1900–1966), sochař a malíř, autor kašny se sousoším Vinobraní
- Jiří Malý (1899–1950), profesor medicíny
- František Markus (1876–1963), učitel na vinařsko-ovocnické škole, také moravský archeolog
- Jan Pavel Martinovský (1808–1873), hudební skladatel
- Jindřich Matiegka (1862–1941), profesor medicíny; zkoumal a uspořádal kostnici při chrámu sv. Petra a Pavla
- Jicchak Meling (?–1582), vrchní pražský rabín a představený pražské ješivy; pochován na Starém židovském hřbitově (náhrobek dochován)
- Jan Palach (1948–1969), studoval místní gymnázium, které také nese jeho jméno
- Arnošt Peths (1863–1899), zahradník, učitel vinařsko-ovocnické školy, zakladatel parku a sadů
- Bořík Procházka (1930–2013), herec, nositel Stříbrného řádu města Mělníka
- Bohumil Rameš (1895–1981), cyklista
- Miroslav Sígl (1926–2012), novinář a spisovatel původem z Obříství, spolupracoval s regionálními kronikáři
- Jaroslav Smolák (1882–1971), pomolog, ředitel zahradnické školy, také hudebník
- Josef Švagrovský (1878–1943), právník a diplomat, několik let působil v Mělníku jako advokát
- František Vinkler (1839–1899), úředník, novinář, sokolský činitel a defraudant, z odcizených peněz postavil vilu Karola
- Oldřich Wenzl (1921–1969), surrealistický básník
- Vojtěch Zuman (1792–1873), katolický kněz, školní inspektor v Mělníku, šiřitel českých knih, čestný občan města
- František Žilka (1871–1944), evangelický teolog, farář v Mělníku
- Miroslav Šantin (1971–2021), pravoslavný kněz a pedagog, farář v Roudnici nad Labem
- Jan Živný (1946–2022), malíř a restaurátor

### Žijící
- Zdeněk Adamec (* 1956), gymnasta, lehký atlet a několikanásobný mistr ČSSR v hodu oštěpem
- Karolína Adamová (* 1948), profesorka na Právnické fakultě Univerzity Karlova a pedagožka
- Vojtěch Belling (* 1981), historik, právník a státní úředník
- Jitka Čvančarová (* 1978), herečka, zpěvačka a moderátorka
- Klára Gibišová (* 2010), klavíristka
- Kateřina Bursíková Jacques (* 1971), politička a státní úřednice
- Rudolf Kraj (* 1977), boxer
- Václav Krejčí (* 1928), architekt, projektant severočeských sídlišť
- Bohumil Krejza (* 1973), hudebník a spisovatel
- Jiří Lobkowicz (* 1956), česko-švýcarský politik a finančník, majitel mělnického zámku
- Tomáš Martinec (* 1978), starosta města
- Jan Morava (* 1979), politik ODS
- Jan Musil (* 1961), fotbalista
- Jiří Nedoma (* 1951), bývalý senátor za obvod Mělník
- Alexandr Oniščenko (* 1957), malíř původem z Ukrajiny, žije v Mělníku
- Jiří Prskavec (* 1993), kajakář
- Jiří Rejman (* 1972). televizní komentátor
- Lenka Šmídová (* 1975), jachtařka, studovala na místním gymnáziu
- Pavel Verbíř (* 1972), fotbalista
- Olga Vychodilová (* 1949), malířka
- Kateřina Winterová (* 1976), herečka a zpěvačka, v Mělníku prožila mládí
- Pavel Zářecký (* 1940), právník a politik

### Čestní měšťané a občané
Seznam (obsahující jméno, citaci zápisu, datum udělení, zdroj informace) pravděpodobně není úplný, přesná evidence nikdy nebyla vedena. Je výsledkem spojení údajů, které shromáždil Jiří Rác (dopis MěÚ Mělník - odboru školství a kultury ze dne 4. 2. 1997), s těmi, jež jsou uvedeny v Knize měšťanů královského věnného města Mělníka od roku 1703 (Archiv MěÚ Mělník), a těmi, které byly náhodně objeveny, např. v tisku.
- Jan Vojtěch Gemerich rytíř z Neubergu, 15. 6. 1844 nebo 23. 3. 1844 (Kniha měšťanů)
- Karel Neumann, 15. 6. 1844 nebo 23. 3. 1844 (Kniha měšťanů)
- František Rolejček, děkan a ředitel školy, 1863 (Ludvík Böhm: Královské věnné město Mělník a okres Mělnický, Mělník 1892, s. 625)
- Adolf Kallmünzer, c. k. okresní přednosta a c. k. okresní sudí v Mělníku, 15. 6. 1875 (Kniha měšťanů)
- Josef Valenta, majitel c. k. zlatého záslužného kříže s korunou, c. k. poštmistr, emeritní purkmistr na Mělníku, 21. 2. 1880 (Kniha měšťanů)
- Jan Eduard rytíř z Neubergu, majitel velkostatku Čejtice a Oujezd a rozsáhlých vinohradů na Mělníku, poslanec na sněmu zemském Království českého, místopředseda zahradnické společnosti v Praze atd. atd., 3. 12. 1883 (Kniha měšťanů)
- Alfred Kraus, místodržitel Království českého, c. k. skutečný tajný rada, rytíř řádu železné koruny II. třídy, c. k. řádu Leopoldova a řádu Františka Josefa , c. k. polní podmaršálek atd. atd., 22. 7. 1885 (Kniha měšťanů)
- František Ladislav Rieger, rytíř řádu železné koruny II. třídy, majitel komondérského ruského řádu sv. Anny a knížecího černohorského řádu neodvislosti, poslanec na říšské radě a sněmu zemském Království českého, předseda klubu českých poslanců, starosta okresního zastupitelstva chotěbořského, čestný měšťan královského hlavního města Prahy atd. atd., 22. 7. 1885 (Kniha měšťanů)
- Václav Haupt, purkmistr královského věnného města Mělníka, předseda městské spořitelny, místní školní rady, výboru pokračovací školy průmyslové, kuratoria vinařské a ovoc. školy, družstva pro zbudování městského divadla, sboru dobrovolných hasičů, čestný člen a starosta Zpěváckého spolku, člen četných .... a dobročinných spolků a ústavů, kupec a majitel realit, atd. na Mělníku, 8. 2. 1886 (Kniha měšťanů)
- Václav Kučera, poslanec na zemském sněmu, okresní starosta, statkář atd. v Střednicích, 30. 12. 1887 (Kniha měšťanů)
- Ludvík Böhm, ředitel měšťanských i obecných škol v. v., spisovatel, člen obecního zastupitelstva atd. atd., 2. 1. 1896 (Kniha měšťanů)
- Alois Schrenker, starosta města (1897 - 1907), 10. 4. 1899 (Kniha měšťanů)
- Jiří kníže z Lobkowicz, vévoda Roudnický, Jeho c. k. apošt. Veličenstva skutečný tajný rada, nejvyšší maršálek Království českého atd. atd., 12. 5. 1905 (Kniha měšťanů)
- Gustav Pöschl, advokát, rytíř řádu železné koruny III. třídy, prezident Ústřední banky českých spořitelen, člen obecního zastupitelstva a rady městské, ředitel Mělnické spořitelny atd. atd., 17. 10. 1911 (Kniha měšťanů)
- T. G. Masaryk, prezident ČSR, 13. 11. 1918 (Mělnické rozhledy 11. 3. 1938; o vztahu TGM - Mělník např. v: Mělnické rozhledy 7. 3. 1930, Mělnické listy 24. 9. 1937, Mělnická radnice 12/1993, 1/1994, 3, 10/2002)
- Gustav Habrmann, Václav Klofáč, František Staněk, vůdci domácího odboje, 13. 11. 1918 (Mělnické rozhledy 11. 3. 1938)
- Jindřich Matiegka, 7. 4. 1932 (Zápisy o schůzích obecního zastupitelstva města Mělníka nad Labem 1931 - 32; více v: Mělnická radnice 4,5/2002)
- Edvard Beneš, prezident ČSR, 27. 5. 1945 - dopis Místního národního výboru na Mělníce prezidentu Edvardu Benešovi při příležitosti jeho 61. narozenin
- Benjamin Alexandrovič Něstěrov, nadporučík Rudé armády, který se podílel na osvobození města, 29. 4. 1980 (Jiří Rác)
- Jiří Malý, 28. 2. 2002, 28. října 2002 udělil prezident České republiky Václav Havel Jiřímu Malému in memoriam státní vyznamenání  - medaili Za zásluhy 1. stupně
- Karel Lojka, 2 7. 7. 1944 na Mělníku, profesí projektant, amatérský restaurátor a fotograf, historik, spisovatel, držitel nejvyššího papežského vyznamenání Svatého otce Františka „Croce Pro Ecclesia et Pontifice“ , nese zásluhy na propagaci města Mělníka a vytváření pozitivního vztahu k němu
- Alexandr Onishenko, ukrajinský malíř malující svá díla unikátní technikou na černém podkladu ve stylu neoimpresionismu. Je uznávaným malířem v Německu, Francii, Spojených státech amerických, Malajsii, České republice a na Ukrajině. Žije a také tvoří svá díla v kostelíku sv. Jana Nepomuckého na Mělníku-Chloumku, který si pronajal a na vlastní náklady zrekonstruoval.

## Partnerská města
Oranienburg, Německo, od roku 1974Město Mělník má přátelské kontakty s německým Oranienburgem už od 70. let 20. století. Po revoluci v roce 1989 udržovali vztah prakticky pouze mělničtí dobrovolní hasiči. Ti se pravidelně navštěvují, pro děti pořádají výměnné pobyty. V roce 1995 se obnovily vztahy mezi radnicemi. Jsou navázány kontakty mezi mělnickými školami - gymnáziem (od roku 1990) a ZŠ Jaroslava Seiferta (od roku 1994), které pořádají pravidelné výměnné pobyty svých žáků. Oranienburg poskytl městu Mělníku obrovskou pomoc po záplavách v roce 2002 -  finanční  ve výši 750 000Kč, tak roční věcnou  výpomoc ( nábytek, vybavení domácností, oblečení).
Wetzikon, Švýcarsko, od roku 1991Pravidelné kontakty s Wetzikonem trvají již od roku 1991. V roce 2011 uplynulo 20 let od uspořádání prvního klimatického pobytu v Surcuolmu ve Švýcarsku. Pobyty byly organizovány na základě  spolupráce mezi městem Mělník a partnerským městem Wetzikon. Pobyty organizoval Klub na pomoc chronicky nemocným dětem a v začátcích i mělnická pobočka Červeného Kříže. V roce 2011 bylo dohodnuto se švýcarskými přáteli ukončení tohoto projektu. V roce 2012 se zúčastnily soubory Jarošovci a Jarošáček tamějšího veletrhu Zűri Oberland Mass. Mezi městy není podepsaná partnerská smlouva.
 Przeworsk, Polsko, od roku 2008V oblastech kultury, sportu a v neposlední řadě i s výměnou úředníků při řešení některých samosprávných úkolů. Spolupráci navázala Základní škola v Mělníku – Pšovce.
 Melnik, Bulharsko, od roku 2011
 Strzegom, Polsko, od toku 2012V roce 2012 byly folklorní soubory Jarošáček a Jarošovci pozvány jako čestný host na prestižní festival, který má nejvyšší status CIOFF (Mezinárodní rada organizátorů folklorních festivalů a lidového umění), do Strzegomi. Opětovně se polský strzegomský soubor Kostrziane účastní Mělnického vrkoče.
 Lučenec, Slovensko, od roku 2013Zájem byl vyvolán za strany Slovenska – ZŠ Pšovka má partnerství se školou právě v Lučenci.